# Billets de banque en euros
Vous lisez un « bon article » labellisé en 2013.  Il fait partie d'un « bon thème » labellisé en 2013.

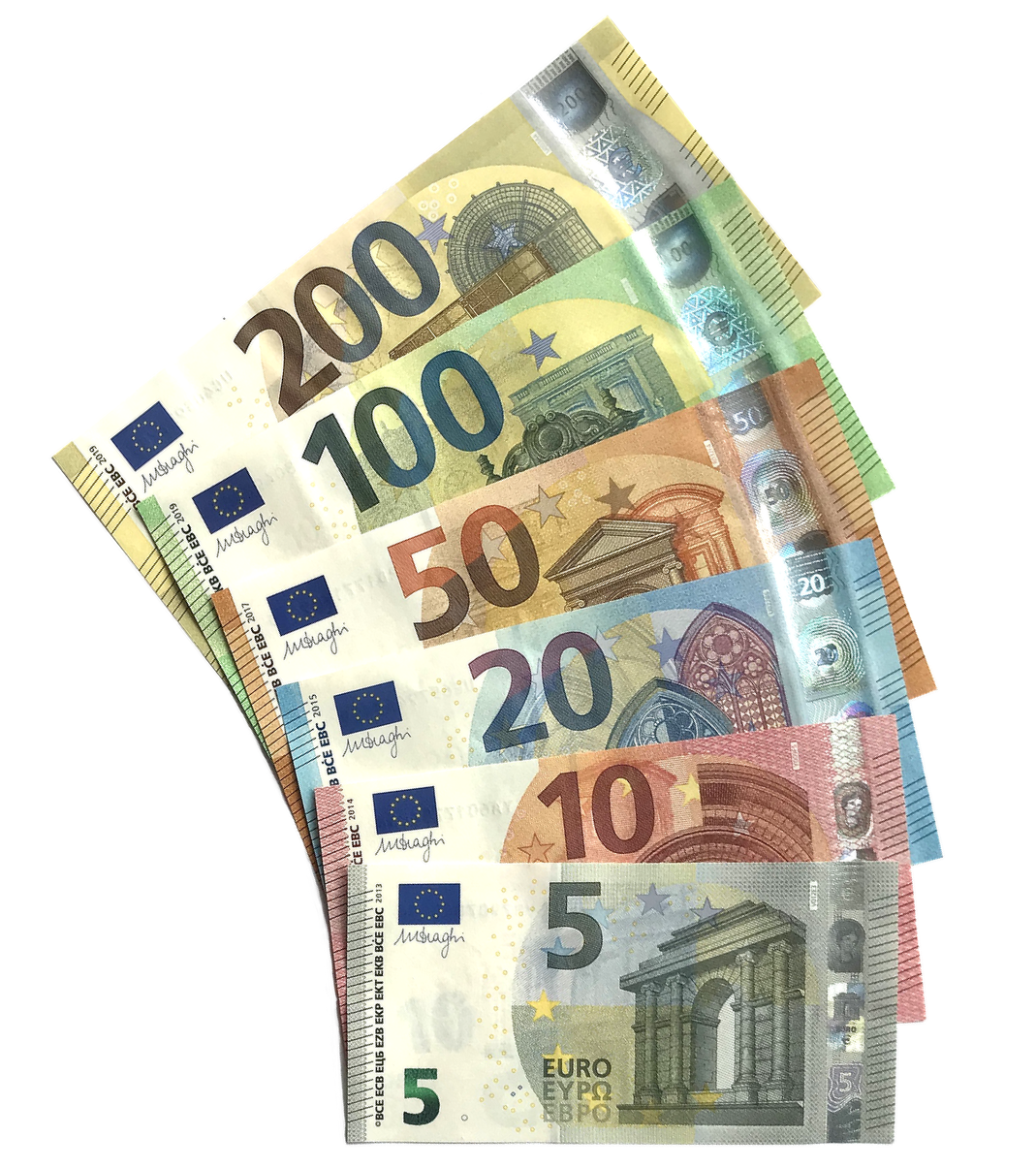
Billets de banque en euros de la série Europa, en vigueur depuis 2013.

Les billets de banque en euros sont émis par les banques centrales nationales (BCN) des États membres de l'Eurosystème ou par la Banque centrale européenne (BCE) et sont en circulation depuis le 1er janvier 2002.
L'euro est créé en 1999 tout d'abord de façon « invisible » (en tant que monnaie scripturale), puis les pièces et billets commencent à circuler en 2002, date à laquelle l'euro devient monnaie fiduciaire. L'euro a pris le relais de quatorze anciennes monnaies nationales puis a été étendu à d'autres pays membres de l'Union européenne. Depuis le 1er janvier 2023, l'euro est la monnaie officielle unique utilisée dans vingt États membres de l'Union européenne, quatre micro-États non-membres de l'UE mais disposant de conventions monétaires, ainsi que dans deux autres pays européens hors de l'Union qui l'ont adopté unilatéralement et sans convention monétaire.
Une seconde série de billets, munis d'un dessin renouvelé et d'éléments de sécurité renforcés, est lancée en 2013.
Au 1er janvier 2025, il y avait 29 847 176 813 billets en circulation au sein de la zone euro, pour une valeur totale de 1 566 908 776 835 €, ce qui en fait la première monnaie en termes d'espèces circulantes.

## Historique

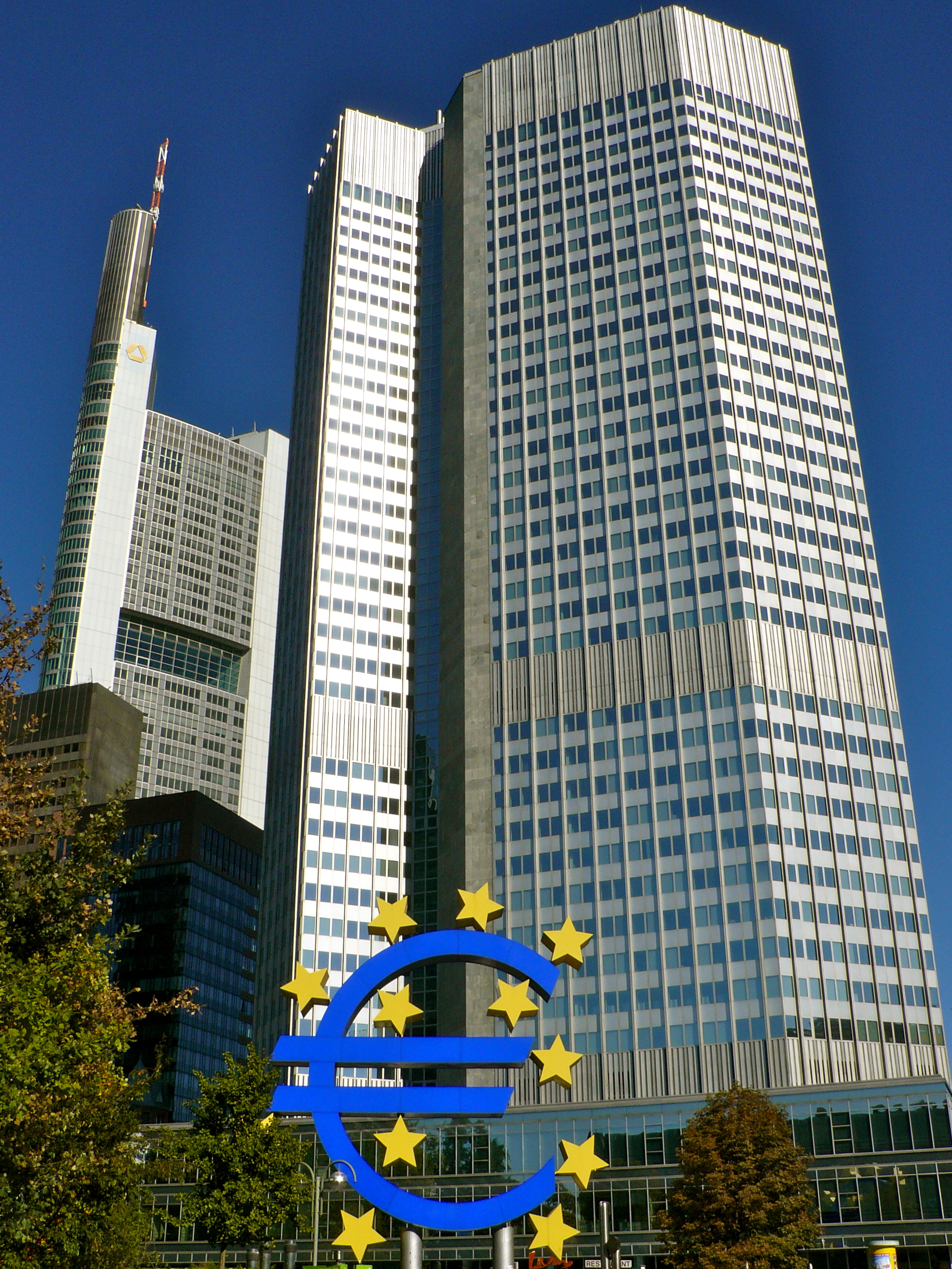
L'Eurotower, ancien siège de la BCE à Francfort-sur-le-Main.

L'euro devint réalité le 1er janvier 1999, bien que la création d'une monnaie unique en Europe fût un objectif de l'Union européenne (UE) et de ses prédécesseurs depuis les années 1960. Après des négociations difficiles, dues en particulier à l'opposition du Royaume-Uni, le traité de Maastricht entra en vigueur en 1993 avec pour but la création d'une union économique et monétaire (la future « zone euro ») dès 1999 pour tous les États membres de l'Union européenne à l'exception du Royaume-Uni et du Danemark,.
En 2009, le traité de Lisbonne formalisa la relation entre l'autorité politique des États membres chargés de coordonner leurs politiques économiques — l'Eurogroupe — et les autorités de la Banque centrale européenne (comité exécutif, conseil des gouverneurs, etc.).

## Présentation

### Présentation générale
Depuis la création de la monnaie unique européenne, il existe sept billets en euros, émis en deux séries, dont les valeurs faciales s'échelonnent de 5 à 500 euros. La première série a été mise en circulation à partir du 1er janvier 2002. La deuxième série a commencé à remplacer la première à partir du 2 mai 2013. Contrairement aux pièces en euros, l'aspect des billets est le même pour l'ensemble de la zone euro. Ils sont cependant imprimés et émis par les différents États membres. Comme pour les pièces et quel que soit le pays émetteur, les billets sont utilisables dans tous les pays dont l'euro est la monnaie. Ils sont conçus en pure fibre de coton, ce qui leur donne une meilleure résistance et ce qui permet de les reconnaître facilement au toucher. Jusqu'à présent, la taille des billets s'échelonne d'un format de 120 × 62 millimètres pour le billet de 5 euros à 160 × 82 millimètres pour le billet de 500 euros. Ils ont tous une couleur différente, qui tranche en particulier avec les billets de valeurs proches, afin de pouvoir bien les distinguer.
En français, le mot euro prend la marque du pluriel, cependant sur les billets c'est la forme « euro » sans « s » qui est systématiquement utilisée, afin d'être indépendante des différentes orthographes du pluriel selon les langues de la communauté européenne,.

### Introduction sur la modification des billets
Les billets en euros doivent porter la signature du président de la Banque centrale européenne en fonction au moment de leur impression. Cette signature varie donc dans le temps, y compris au sein d'une série donnée. Les billets imprimés depuis juillet 2020 portent ainsi la signature de Christine Lagarde, présidente de la BCE en exercice depuis novembre 2019.
De façon plus large, l'Union européenne prévoit de redessiner les billets tous les sept ou huit ans après le lancement d'une série.
La deuxième série de billets, dont le lancement était initialement prévu vers 2010, a été mise en place le 2 mai 2013 afin de progressivement remplacer la première qui était alors en circulation depuis onze ans. De nouvelles techniques de production et de lutte contre les contrefaçons sont employées pour ces nouveaux billets.

## La première série (depuis 2002)

### Introduction
Les billets de cette première série ont commencé à circuler le 1er janvier 2002.

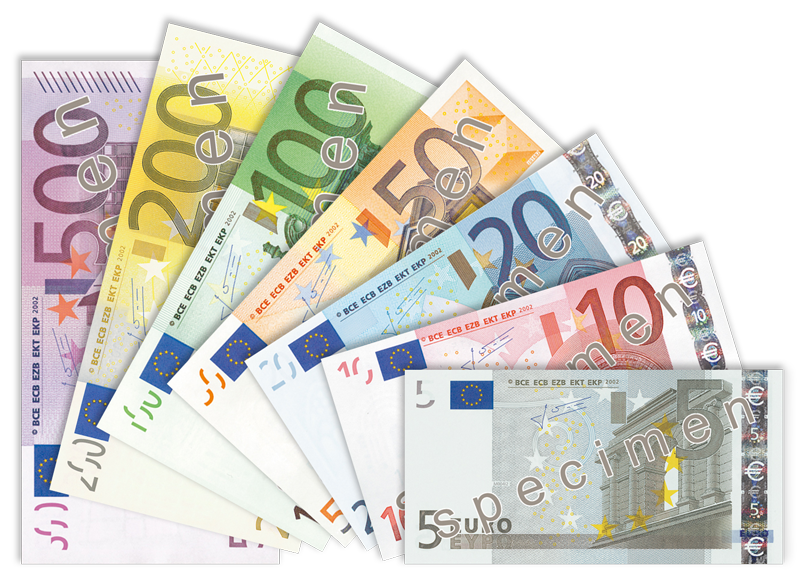
Les billets de banque en euros de la première série.

Il existe sept billets dont les valeurs faciales s'échelonnent entre 5 et 500 euros. Chaque billet est d'une taille et d'une couleur et d'un poids différents afin de les distinguer facilement.
Ils représentent l'évolution architecturale européenne à travers les siècles. Les rectos de ces billets présentent un exemple de motif architectural européen caractéristique de portes, portails ou fenêtres, qui symbolisent l'« esprit d'ouverture et de coopération qui règne au sein de l'Union européenne », tandis que les versos représentent un pont, symbolisant l'« union [des] peuples européens entre eux et [de] l'Europe avec le reste du monde »,. Enfin, les douze étoiles, qui sont traditionnellement associées aux peuples européens, cherchent ici à traduire le « dynamisme et l'harmonie de l'Europe d'aujourd'hui ».
Les éléments représentés ne correspondent pas à des constructions architecturales réelles et ne trahissent donc pas une provenance d'État européen particulier. Ce choix relativement neutre a permis d'éviter les querelles sur la prééminence de chaque État et sur les valeurs partagées qu'aurait pu induire le choix de personnalités historiques ou d'autres symboles.
Tous les billets arborent le drapeau de l'UE, les initiales de la Banque centrale européenne en cinq variantes linguistiques (BCE, ECB, EZB, ΕΚΤ et EKP) couvrant les 11 langues des pays membres de l'UE lors de son introduction (et 18 des 24 langues officielles actuelles de l'Union européenne des 28), une carte de l'Europe, le nom « EURO » dans les deux alphabets latin et grec (« EURO » et « ΕΥΡΩ » respectivement) et la signature du président de la BCE en exercice. Les douze étoiles du drapeau européen sont aussi visibles sur chacun des billets.
Tous les billets de cette série sont datés « 2002 » : en effet, l'année indiquée sur le billet est celle du copyright de ces billets (un « © » est d'ailleurs visible à proximité des sigles et de l'année).
Les dessins des billets en euros furent choisis parmi 44 propositions lors d'une compétition lancée par le conseil de l'Institut monétaire européen le 12 février 1996. Le choix de la création gagnante, dessinée par Robert Kalina de l'Oesterreichische Nationalbank (Banque nationale autrichienne), a été annoncé au Conseil européen de Dublin le 3 décembre 1996.

### Caractéristiques individuelles
Étant donné le grand nombre de ponts, arches et portes historiques existant à travers le continent européen, toutes les structures représentées sur les billets sont des illustrations entièrement stylisées de styles architecturaux caractéristiques, de façon à simplement évoquer des points de repère dans l'Union européenne, représentant différents âges et styles européens. Ainsi, les billets de 5 euros présentent une architecture classique (romaine), les billets de 10 euros une architecture romane, ceux de 20 euros une architecture gothique, ceux de 50 euros un style Renaissance, ceux de 100 euros le baroque et le rococo, ceux de 200 euros une architecture métallique et les billets de 500 euros une architecture moderne. Même si les dessins doivent être dénués de toute caractéristique identifiable, les conceptions initiales de Robert Kalina provenaient de ponts existants, parmi lesquels le pont du Rialto à Venise et le pont de Neuilly à Paris, et furent ensuite rendues plus anonymes. Les dessins finaux ont toujours de proches similitudes avec ces prototypes spécifiques ; ils ne sont donc pas totalement génériques.
| Aperçu                                  | Aperçu                                  | Valeur | Dimensions L × h × e (en millimètres), | Masse (en grammes) | Couleur principale, | Couleur principale, | Représentation          | Représentation          | Position du code de l'imprimeur  | Position du code de l'imprimeur |
| Recto                                   | Verso                                   | Valeur | Dimensions L × h × e (en millimètres), | Masse (en grammes) | Couleur principale, | Couleur principale, | Style architectural     | Époque                  | Position du code de l'imprimeur  | Position du code de l'imprimeur |
| --------------------------------------- | --------------------------------------- | ------ | -------------------------------------- | ------------------ | ------------------- | ------------------- | ----------------------- | ----------------------- | -------------------------------- | ------------------------------- |
| Billet de 5 euros (1re série, recto).   | Billet de 5 euros (1re série, verso).   | 5      | 120 × 62 × 0,12                        | 0,6                |                     | Gris                | Classique               | À partir du Ier siècle  | Au bord de l'image à gauche.     |                                 |
| Billet de 10 euros (1re série, recto).  | Billet de 10 euros (1re série, verso).  | 10     | 127 × 67 × 0,12                        | 0,7                |                     | Rouge               | Roman                   | XIe et XIIe siècles     | Étoile à 8 heures.               |                                 |
| Billet de 20 euros (1re série, recto).  | Billet de 20 euros (1re série, verso).  | 20     | 133 × 72 × 0,12                        | 0,8                |                     | Bleu                | Gothique                | XIIIe et XIVe siècles   | Étoile à 9 heures                |                                 |
| Billet de 50 euros (1re série, recto).  | Billet de 50 euros (1re série, verso).  | 50     | 140 × 77 × 0,12                        | 0,9                |                     | Orange              | Renaissance             | XVe et XVIe siècles     | Au bord de l'image à droite      |                                 |
| Billet de 100 euros (1re série, recto). | Billet de 100 euros (1re série, verso). | 100    | 147 × 82 × 0,12                        | 1,0                |                     | Vert                | Baroque et rococo       | XVIIe et XVIIIe siècles | À droite de l'étoile à 9 heures  |                                 |
| Billet de 200 euros (1re série, recto). | Billet de 200 euros (1re série, verso). | 200    | 153 × 82 × 0,12                        | 1,1                |                     | Jaune-brun          | Architecture métallique | XIXe et XXe siècles     | Au-dessus de l'étoile à 7 heures |                                 |
| Billet de 500 euros (1re série, recto). | Billet de 500 euros (1re série, verso). | 500    | 160 × 82 × 0,12                        | 1,1                |                     | Violet / mauve      | Moderne                 | XXe et XXIe siècles     | Étoile à 9 heures                |                                 |

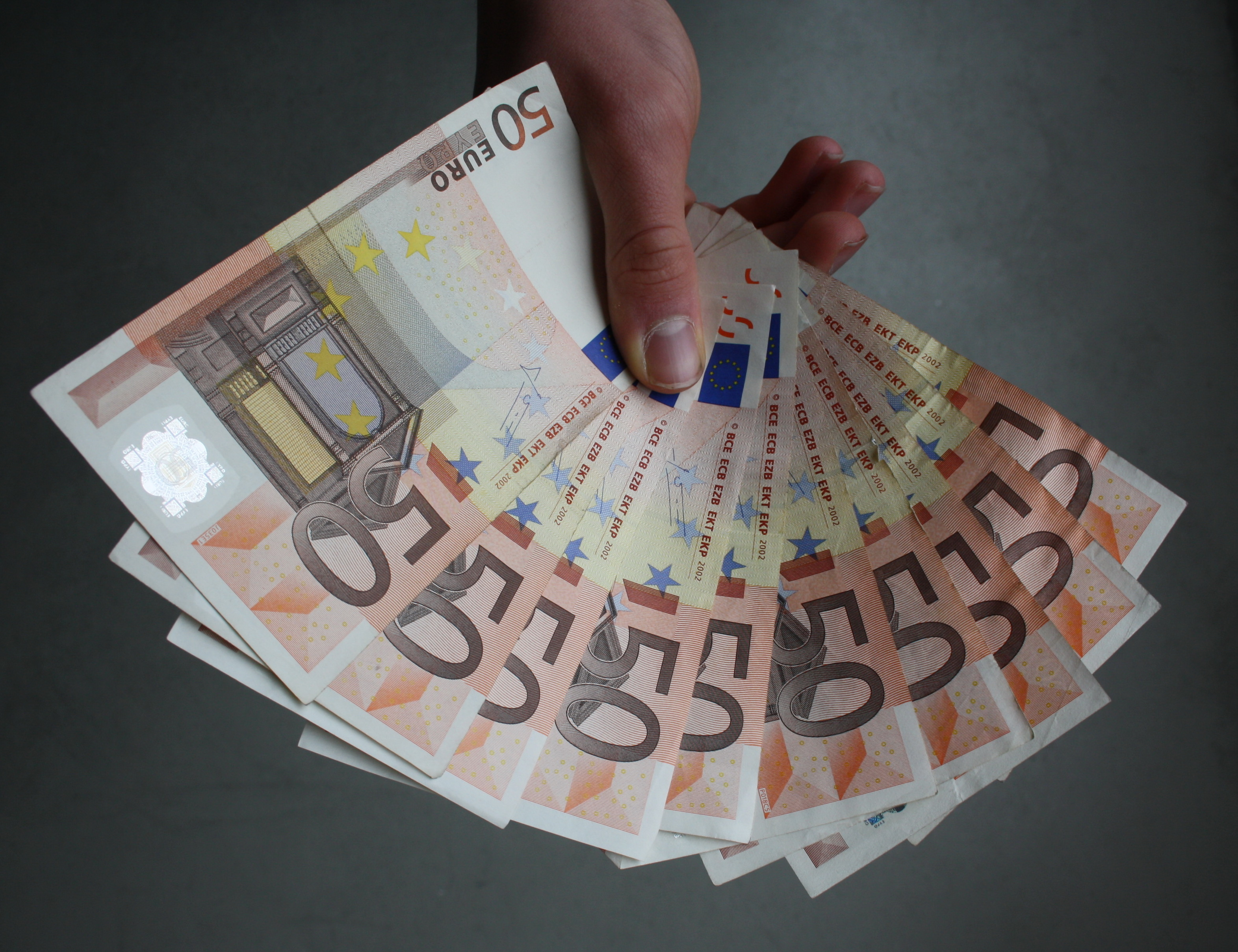
Les billets de 50 euros sont de couleur orange. La porte et le pont représentés sont de style Renaissance.

La Guyane, la Guadeloupe, la Martinique et La Réunion, départements et régions d'outre-mer (DROM) de la France et régions ultrapériphériques (RUP) de l'Union européenne (car éloignées du continent européen), sont dessinées sous la carte dans des cartouches séparés, car ces territoires extra-européens utilisent également l'euro. Cependant, Saint-Pierre-et-Miquelon (collectivité territoriale de 1985 à 2003 puis COM) utilise également l'euro, mais n’apparait pas sur les billets, car étant pays et territoire d'outre-mer (PTOM) de l'Union européenne, il n'est pas partie intégrante de celle-ci. De même, Mayotte (collectivité départementale de 2001 à 2003, puis collectivité d'outre-mer (COM) et enfin DROM depuis 2011), qui utilise aussi l'euro, n'est région ultrapériphérique (RUP) de l'Union européenne que depuis le 1er janvier 2014 et ne figure pas sur les billets car aucune instance internationale ne reconnait Mayotte Française car pour celle-ci Mayotte est comorienne (dixit les résolutions de l'ONU).
Les Açores (Portugal), Madère (Portugal) et les îles Canaries (Espagne), territoires d'outre-mer d'autres États membres de la zone euro et également régions ultrapériphériques de l'Union européenne, apparaissent également sur la carte (à leur emplacement normal) car ils utilisent également l'euro. Chypre et Malte, bien que faisant partie de l'UE depuis 2004 et de la zone euro depuis 2008, n'apparaissent pas : cela s'explique d'abord parce que ces pays se joignirent à l'UE après la création de cette première série, et d'autre part à cause du fait que la carte ne s'étend pas assez à l'est pour Chypre et que l'île de Malte est trop petite (d'une superficie inférieure aux 400 km2 minimaux fixés pour des raisons pratiques d'impression à grande échelle).

### Signatures
Depuis leur création, ces billets ont arboré successivement la signature des trois premiers présidents de la Banque centrale européenne. Les premières impressions montraient la signature de Willem « Wim » Duisenberg, le premier président de la BCE, puis elle fut remplacée par celle de son successeur Jean-Claude Trichet. Ceux-ci apparurent en novembre 2003 et furent imprimés jusqu'en mars 2012. Le 1er novembre 2011, Mario Draghi devient le troisième président de la BCE, et les billets arborant sa signature apparurent dans la circulation en mars 2012. Il est le dernier président de la BCE à signer des billets de la première série.
|                                        | Président           | Période de présidence               | Signature                         | Période de circulation des billets avec cette signature |
| -------------------------------------- | ------------------- | ----------------------------------- | --------------------------------- | ------------------------------------------------------- |
| Photo en buste de Wim Duisenberg.      | Wim Duisenberg      | 1er juin 1998 - 31 octobre 2003     | Signature de Wim Duisenberg.      | 1er janvier 2002 -                                      |
| Photo de Jean-Claude Trichet.          | Jean-Claude Trichet | 1er novembre 2003 - 31 octobre 2011 | Signature de Jean-Claude Trichet. | novembre 2003 -                                         |
| Photo de trois-quarts de Mario Draghi. | Mario Draghi        | 1er novembre 2011 - 31 octobre 2019 | Signature de Mario Draghi.        | mars 2012 -                                             |

### Éléments de sécurité

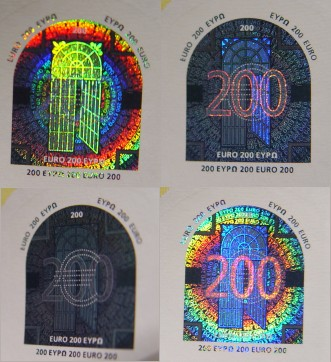
L'hologramme d'un billet de 200 euros selon l'inclinaison.

Les billets en euros contiennent de nombreux éléments de sécurité complexes tels que des filigranes, de l'encre invisible (infrarouge, ultraviolette), des hologrammes et des micro-impressions qui assurent leur authenticité.
La Banque centrale européenne a décrit certains des dispositifs de sécurité de base des billets en euros, permettant au grand public de reconnaître l'authenticité de leur monnaie en un coup d'œil. Cependant, dans l'intérêt de la préservation de la sécurité avancée des billets en euros, la liste complète de ces éléments de sécurité (au nombre de 63) est tenue secrète par la BCE et les banques centrales nationales de l'Eurosystème.
Les éléments de sécurité des billets en euros sont différents. Divisibles en quatre catégories, les trois premières correspondant à la devise de la BCE pour que le public reconnaisse les vrais billets des faux (« toucher, regarder, incliner »), il s'agit notamment de :
Toucher :

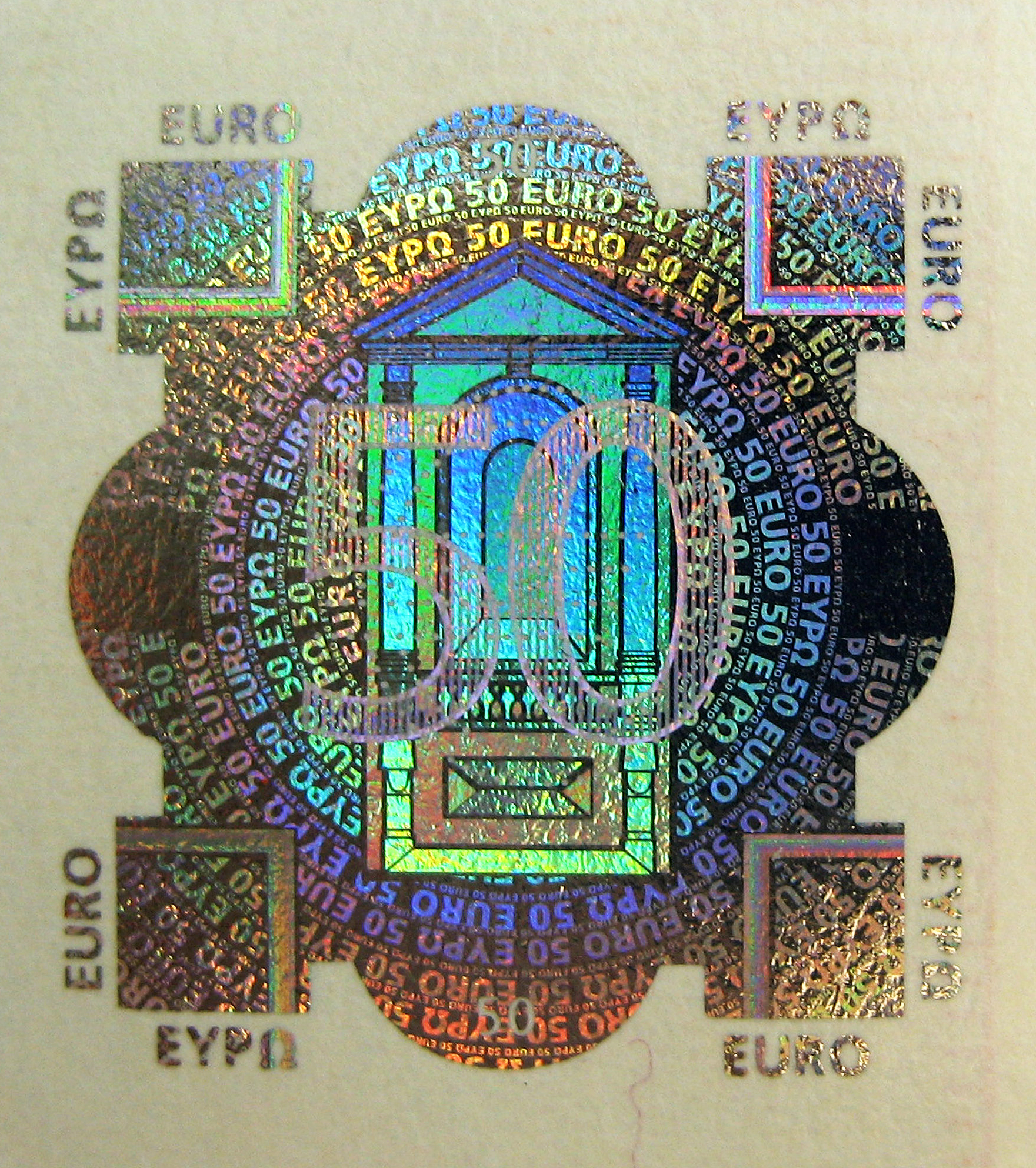
Hologramme d'un billet de 50 euros de la première série.

- Papier[24] — Le papier a une texture particulière distinctive (« ferme et craquant »)[25].
- Impression en relief[24] — Le motif principal, les lettres et le chiffre de grande dimension indiquant la valeur du billet présentent un effet de relief[25] créé par la technique de taille-douce.

Regarder :
- Filigranes[7],[24] — Chaque dénomination est imprimée sur du papier filigrané unique. En observant le billet par transparence, une image floue devient visible et montre la valeur du billet ainsi qu'une fenêtre[25].
- Fil de sécurité[7],[24] — Visible par transparence, le fil de sécurité (un fil magnétique noir) apparaît au centre du billet sous la forme d'une bande sombre dans laquelle est visible la valeur du billet ainsi que le mot « EURO » dans les alphabets latin et grec, en lettres blanches de très petite taille[25].
- Nombre incomplet[24] — Nombres en haut à gauche de la face avant et en haut à droite de la face arrière qui ne sont que partiellement écrits mais se complètent pour former le nombre entier lorsque le billet est regardé en transparence.

Incliner :
- Hologrammes[7] — Les billets de faible valeur portent une bande holographique argentée à droite de l'avers. Cette bande contient la dénomination, le symbole de l'euro (€), les étoiles du drapeau de l'UE et des perforations en forme du signe euro. Les billets de plus grande valeur présentent une vignette holographique contenant la dénomination, l'illustration avers, des micro-impressions et des perforations en forme du signe euro[25].
- Bande iridescente[24] — Pour les billets de faible valeur, une bande iridescente présentant la valeur du billet et le symbole « € » en alternance est visible au dos du billet lorsqu'il est incliné.
- Nombre à couleur changeante[24] (encre de couleur variable[7]) — Il apparaît dans le coin inférieur droit du revers des billets de plus grande valeur. Quand on l'observe sous des angles différents, la couleur passe du violet au vert olive ou au brun.

Signes supplémentaires :
- Propriétés sous infrarouge et ultraviolet[7],[24] — Lorsque l'on regarde les billets dans le proche infrarouge, ces derniers présentent des régions plus sombres dans des zones différentes selon la dénomination. La lumière ultraviolette fait quant à elle ressortir la constellation EURion (voir plus loin) avec un contraste plus important et rend également visibles des fils fluorescents.
- Microlettres[24] (micro-impressions[7]) — Des lettres minuscules sont visibles sur certaines parties du billet. Les microlettres apparaissent à l'œil nu sous la forme d'un trait fin, mais elles peuvent être lues à la loupe. Les lettres sont petites, mais nettes et en aucun cas floues[24].

De plus, on peut noter la présence de :
- Somme de contrôle — Chaque billet possède un numéro de série unique. Le reste de la division du numéro de série par 9 donne la somme de contrôle correspondant à la première lettre indiquée sur le billet[Note 6].
- Constellation EURion[7] — Les billets en euros contiennent un motif connu sous le nom de « constellation EURion » que l'on peut utiliser pour détecter leur identité en tant que billet de banque et empêcher leur copie ou leur contrefaçon. Certaines photocopieuses sont programmées pour rejeter les images contenant ce motif.
- Tatouage numérique — Tout comme la constellation EURion, un tatouage numérique (filigrane numérique) Digimarc est intégré dans le dessin des billets. Les versions récentes des éditeurs d'image tels qu'Adobe Photoshop ou Corel Paint Shop Pro refusent de reproduire les billets de banque[26]. Ce système est appelé « système de dissuasion de la contrefaçon » (CDS, Counterfeit Deterrence System en anglais) et a été développé par le Groupe de dissuasion de la contrefaçon des banques centrales (CBCDG, Central Bank Counterfeit Deterrence Group en anglais).
- Encre magnétique[7] — Certaines zones des billets en euros disposent d'encre magnétique. Par exemple, la fenêtre de l'église à droite sur le billet de 20 euros est magnétique, ainsi que le grand zéro au-dessus.
- Surface feutrée[7] — Le symbole de l'euro et la dénomination sont imprimés sur une bande verticale qui n'est visible que lorsqu'elle est éclairée à un angle de 45°. Cela existe seulement pour les billets de faible valeur.
- Code à barres[7] — Lorsque les billets sont tenus à la lumière, des barres métalliques peuvent être vues à droite du filigrane. Le nombre et la largeur de ces barres indiquent la valeur du billet. Lorsque le billet fait l'objet d'une lecture numérique par une machine, ces barres sont converties en codage Manchester afin d'être contrôlées.
- Micro-perforations sur le symbole "€" de la bande holographique sur les billets de 20 €

| Billet | Code-barres | Manchester |
| ------ | ----------- | ---------- |
| 5      | 0110 10     | 100        |
| 10     | 0101 10     | 110        |
| 20 €   | 1010 1010   | 0000       |
| 50 €   | 0110 1010   | 1000       |
| 100 €  | 0101 1010   | 1100       |
| 200 €  | 0101 0110   | 1110       |
| 500 €  | 0101 0101   | 1111       |

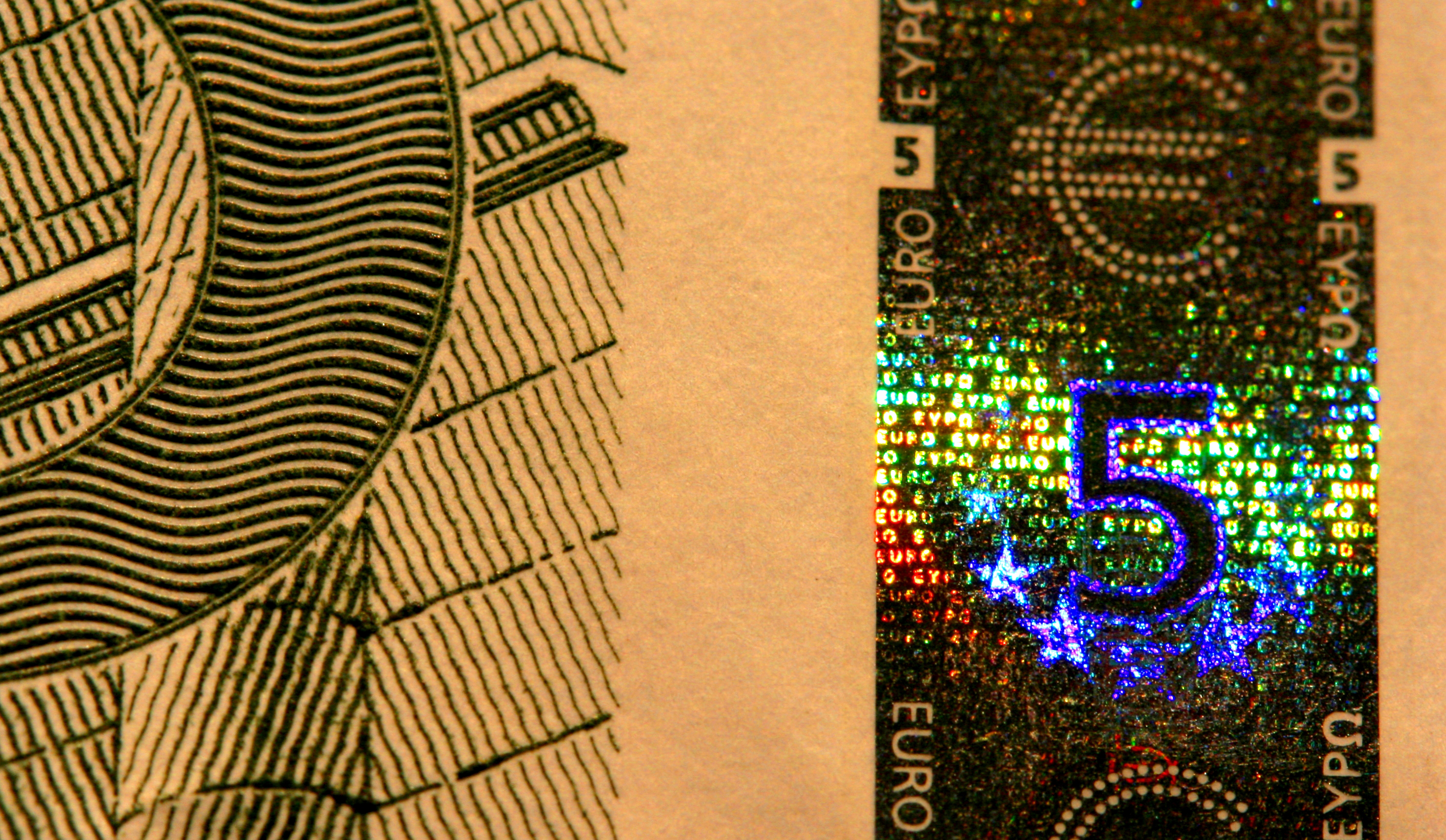
Bande holographique d'un billet de 5 euros.
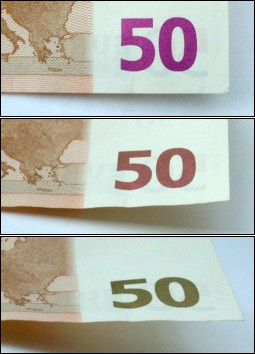
Changement de couleur de la dénomination d'un billet de 50 euros.
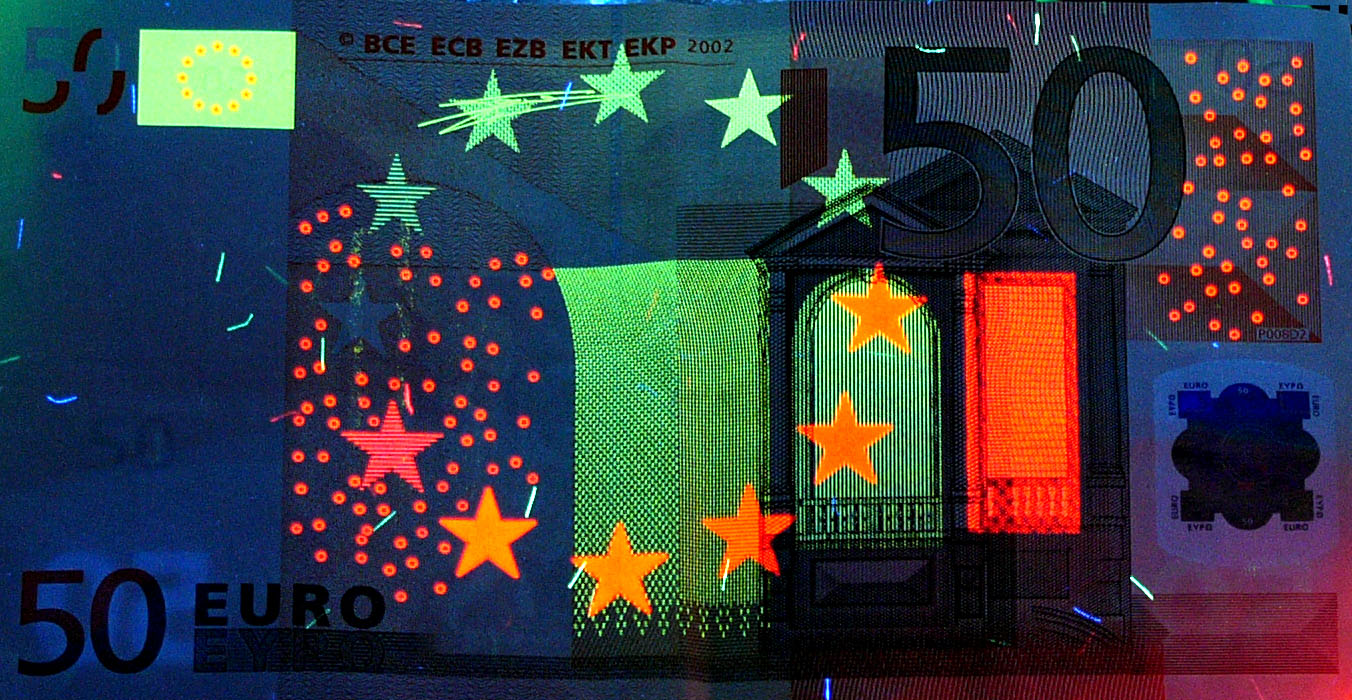
Un billet de 50 euros sous lumière ultraviolette.
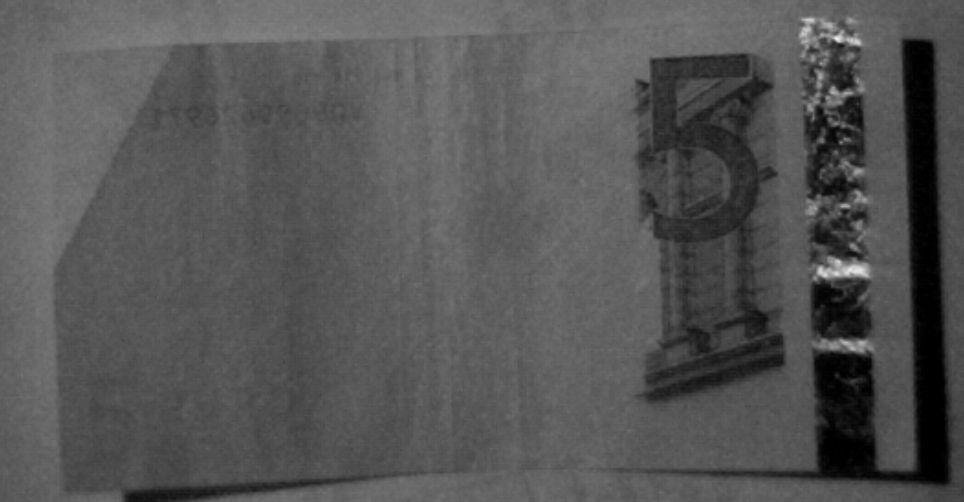
Un billet de 5 euros sous lumière infrarouge.
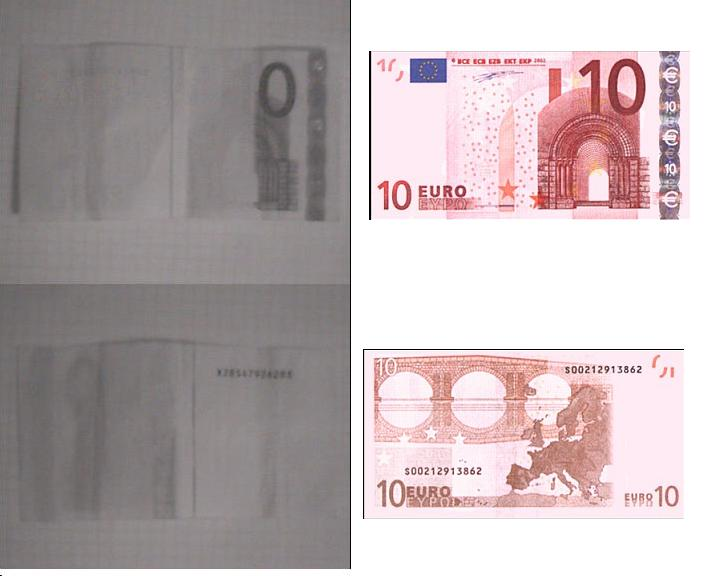
Un billet de 10 euros vu en infrarouge.
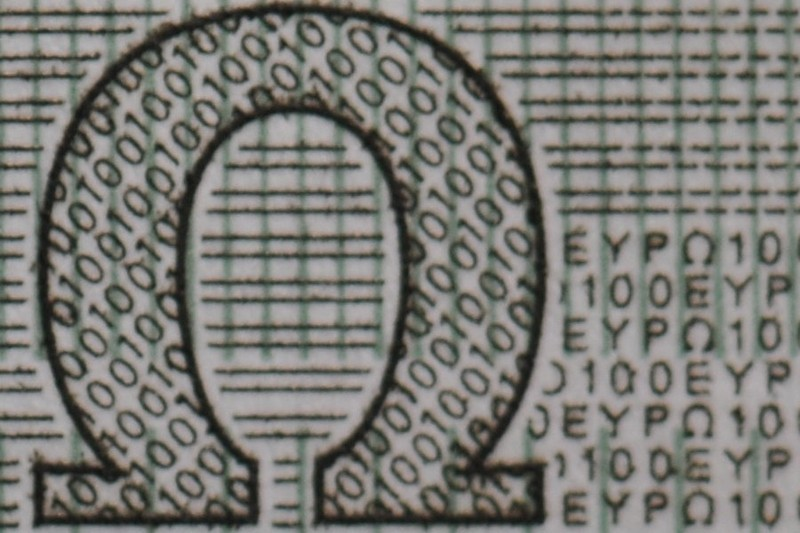
Micro-impressions sur un billet de 100 euros.
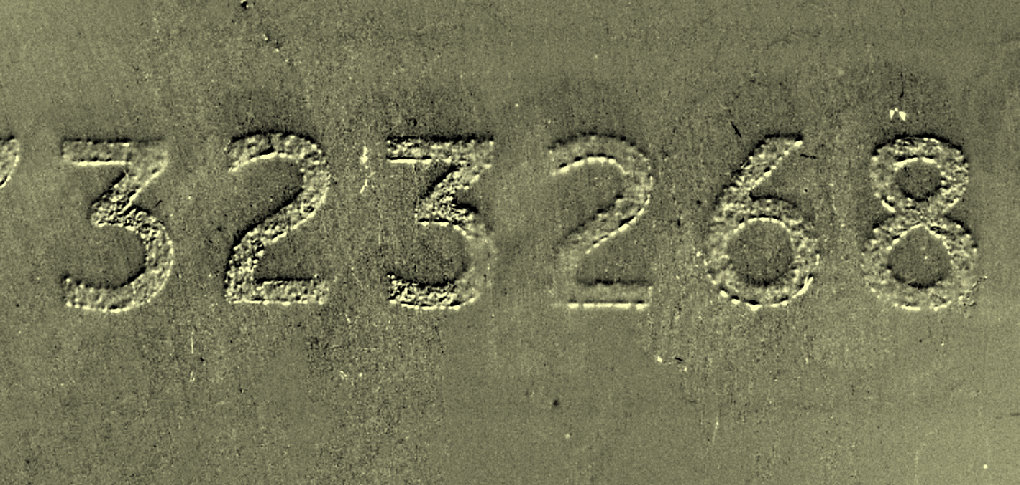
Numéro de série magnétique sur un billet en euros (enregistré à l'aide d'un CMOS-MagView).

Dans la mesure où elle varie dans le temps, la signature du président de la BCE n'est pas considérée comme un élément de sécurité des billets : en effet, cela obligerait à devoir adapter les machines de contrôle à chaque changement. Cet élément reste néanmoins un élément de contrôle visuel.

### Caractéristiques pour les personnes souffrant de handicaps visuels

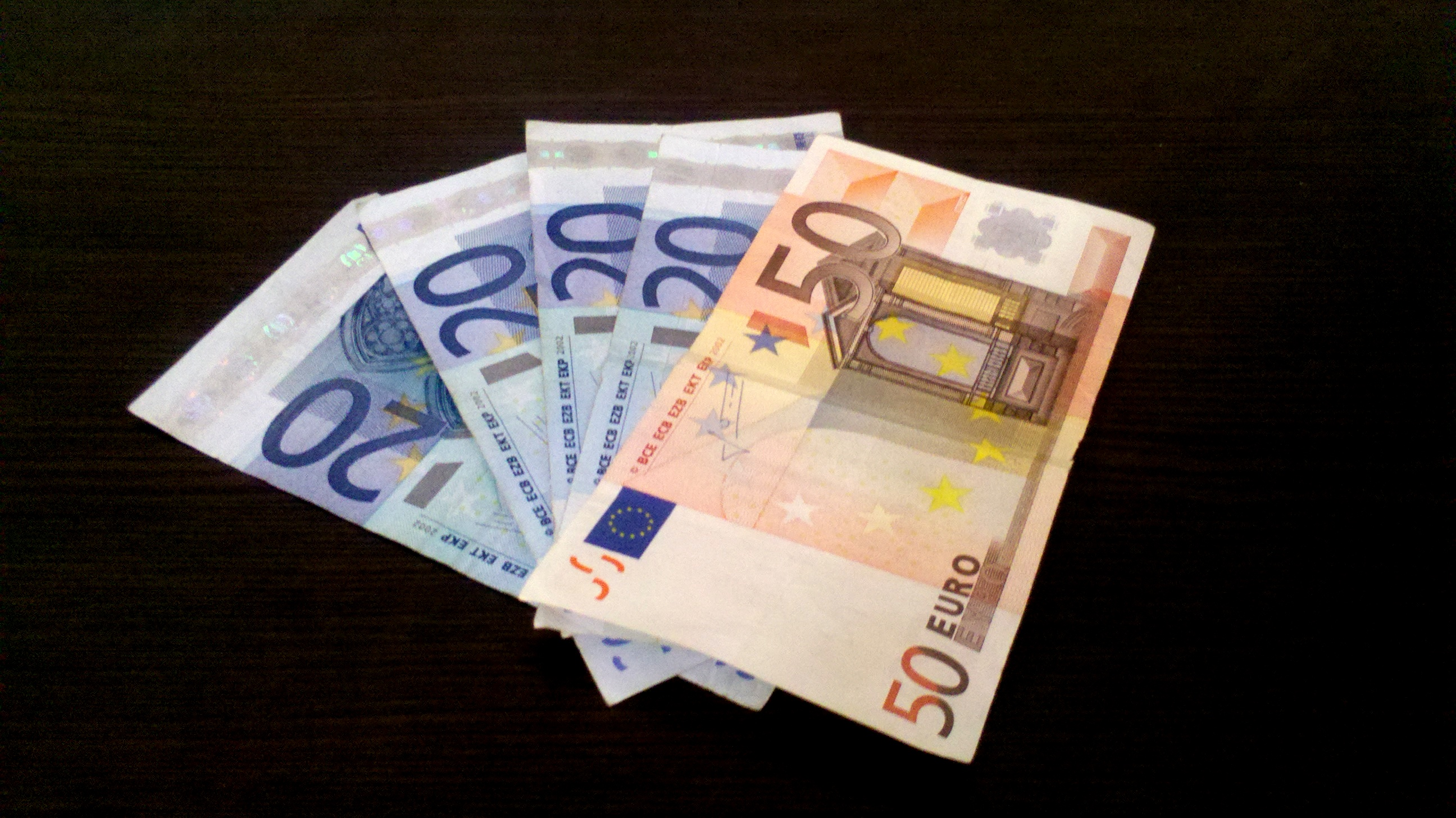
Billets de 20 et 50 euros.

La conception des billets en euros comprend plusieurs caractéristiques proposées en coopération avec les organisations représentant les personnes aveugles et malvoyantes. Ces caractéristiques aident aussi bien les personnes malvoyantes (personnes qui peuvent voir les billets de banque mais pas nécessairement les inscriptions imprimées) que celles qui sont entièrement aveugles.
La taille des billets en euros augmente avec leur valeur, ce qui aide les malvoyants et les aveugles à les identifier. La couleur dominante de chaque billet est très différente de celles des billets de valeurs les plus proches, ce qui rend la confusion encore plus difficile entre deux billets de valeurs proches pour les personnes pouvant voir les couleurs. L'impression des coupures est en taille-douce, ce qui permet à l'encre d'être ressentie par les doigts sensibles et donc à certaines personnes de reconnaître les billets imprimés au seul toucher. Les petites coupures ont des bandes lisses le long d'un côté du billet contenant des hologrammes ; les billets de plus grande valeur ont un « timbre » (patch en anglais) carré lisse avec des hologrammes. Enfin, les billets de 200 et 500 euros ont des motifs tactiles distinctifs le long des bords des billets, : le billet de 200 euros a des lignes verticales allant en bas du centre vers le coin droit et le billet de 500 euros a des lignes diagonales qui descendent du côté droit.

### Identification

#### Pays émetteur
Alors que les pièces en euros possèdent une face nationale indiquant le pays émetteur (qui n'est pas nécessairement le pays de frappe), les billets en euros ont leurs deux faces communes à tous les pays. À la place, l'identification du pays émetteur est encodée, pour les billets de cette première série, dans le premier caractère du numéro de série de chaque billet. Les dix-huit États membres de la zone euro ainsi que le Danemark, le Royaume-Uni et la Suède ont un code. Les sept autres pays membres de l'Union européenne (Bulgarie, Croatie, Hongrie, Lituanie, Pologne, République tchèque et Roumanie) hors de la zone euro n'ont pas reçu de code.
| Code                                                                               | Pays            | Pays                                              | Somme de contrôle |
| Code                                                                               | Nom en français | Nom dans la (les) langue(s) officielle(s) du pays | Somme de contrôle |
| ---------------------------------------------------------------------------------- | --------------- | ------------------------------------------------- | ----------------- |
| A                                                                                  |                 |                                                   |                   |
| B                                                                                  |                 |                                                   |                   |
| C                                                                                  | Lettonie        | Latvija                                           | 5                 |
| D                                                                                  | Estonie         | Eesti                                             | 4                 |
| E                                                                                  | Slovaquie       | Slovensko                                         | 3                 |
| F                                                                                  | Malte           | Malta                                             | 2                 |
| G                                                                                  | Chypre          | Κύπρος [Kýpros] / Kıbrıs                          | 1                 |
| H                                                                                  | Slovénie        | Slovenija                                         | 9                 |
| I                                                                                  |                 |                                                   |                   |
| J                                                                                  | Royaume-Uni [*] | United Kingdom                                    | (7)               |
| K                                                                                  | Suède [*]       | Sverige                                           | (6)               |
| L                                                                                  | Finlande        | Suomi / Finland                                   | 5                 |
| M                                                                                  | Portugal        | Portugal                                          | 4                 |
| N                                                                                  | Autriche        | Österreich                                        | 3                 |
| O                                                                                  |                 |                                                   |                   |
| P                                                                                  | Pays-Bas        | Nederland                                         | 1                 |
| Q                                                                                  |                 |                                                   |                   |
| R                                                                                  | Luxembourg      | Luxembourg / Luxemburg / Lëtzebuerg               | (8)               |
| S                                                                                  | Italie          | Italia                                            | 7                 |
| T                                                                                  | Irlande         | Éire / Ireland                                    | 6                 |
| U                                                                                  | France          | France                                            | 5                 |
| V                                                                                  | Espagne         | España                                            | 4                 |
| W                                                                                  | Danemark [*]    | Danmark                                           | (3)               |
| X                                                                                  | Allemagne       | Deutschland                                       | 2                 |
| Y                                                                                  | Grèce           | Ελλάδα [Elláda]                                   | 1                 |
| Z                                                                                  | Belgique        | België / Belgique / Belgien                       | 9                 |
| * . Ni le Danemark, ni la Suède ni le Royaume-Uni ne sont membres de la zone euro. |                 |                                                   |                   |

#### Identification de l'imprimeur
Un code de l'imprimeur est également imprimé au recto du billet, soit dans un rectangle (billets de 5 et 50 euros), soit dans une étoile (billets de 10, 20 et 500 euros), soit intégré dans le décor de fond à proximité du motif central (billets de 100 et 200 euros). Ce code est composé d'une lettre, suivie de trois chiffres, puis une lettre et à nouveau un chiffre. La première lettre indique l'organisme qui a imprimé le billet, le nombre à trois chiffres qui suit cette lettre renvoie à la matrice utilisée à l'impression (numéro séquentiel pour une valeur faciale et un imprimeur donnés) et enfin, la position du billet sur la planche est indiquée par une lettre et un chiffre. Une planche d'impression peut avoir jusqu'à dix lignes (repérées de A à K) et six colonnes (repérées de 1 à 6). Par exemple, un billet portant le code imprimeur L068B6 a été imprimé par la Banque de France, à Chamalières, avec la 68e matrice, et il était situé sur la deuxième ligne et la sixième colonne de la planche d'impression.
| Lettre | Imprimeur                                             | Ville                    | Impressions pour |
| ------ | ----------------------------------------------------- | ------------------------ | --- |
| A      | Banque d'Angleterre                                   | Londres ( Royaume-Uni)   | (Pays non-membre de la zone euro)                                                                                                   |
| C      | Papeterie de Tumba                                    | Tumba ( Suède)           | (Pays non-membre de la zone euro)                                                                                                   |
| D      | Setec Oy                                              | Vantaa ( Finlande)       | Finlande (L) |
| E      | F.-C. Oberthur                                        | Chantepie ( France)      | Slovénie (H), Finlande (L), France (U), Pays-Bas (P), Allemagne (X), Chypre (G), Slovaquie (E)                                      |
| F      | Oesterreichische Banknoten- und Sicherheitsdruck GmbH | Vienne ( Autriche)       | Pays-Bas (P), Autriche (N), Italie (S), Grèce (Y)                                                                                   |
| G      | Johan Enschede & Zn                                   | Haarlem ( Pays-Bas)      | Pays-Bas (P), Autriche (N), Espagne (V), Grèce (Y), Chypre (G), Malte (F), Allemagne (X), Finlande (L), Slovénie (H), Slovaquie (E) |
| H      | De La Rue                                             | Gateshead ( Royaume-Uni) | Finlande (L), Portugal (M), Irlande (T), Pays-Bas (P)                                                                               |
| J      | Banque d'Italie                                       | Rome ( Italie)           | Italie (S) |
| K      | Banque centrale d'Irlande                             | Dublin ( Irlande)        | Irlande (T) |
| L      | Banque de France                                      | Chamalières ( France)    | France (U) pour 5, 10, 20, 50 € |
| M      | Maison royale de la monnaie                           | Madrid ( Espagne)        | Espagne (V) |
| N      | Banque de Grèce                                       | Athènes ( Grèce)         | Grèce (Y) |
| P      | Giesecke & Devrient                                   | Leipzig ( Allemagne)     | Finlande (L), France (U) pour 100 €, Allemagne (X), Grèce (Y), Pays-Bas (P), Portugal (M)                                           |
| R      | Imprimerie fédérale                                   | Berlin ( Allemagne)      | Allemagne (X), Grèce (Y), Pays-Bas (P), Estonie (D)                                                                                 |
| S      | Banque nationale du Danemark                          | Copenhague ( Danemark)   | (Pays non-membre de la zone euro)                                                                                                   |
| T      | Banque nationale de Belgique                          | Bruxelles ( Belgique)    | Belgique (Z), France (U), Espagne (V)                                                                                               |
| U      | Valora                                                | Carregado ( Portugal)    | Portugal (M) |

## Deuxième série, dite «série Europe» (depuis 2013)

### Introduction: raisons du changement
En particulier pour des raisons de sécurité, les plans de la BCE prévoient de redessiner les billets tous les sept ou huit ans après une émission donnée. Dans ce cadre, il était prévu qu'une nouvelle série sortirait vers 2010. Plusieurs fois reportée, la nouvelle série a finalement été introduite le 2 mai 2013.
À cette date, les billets de la série initiale ne reflétaient pas les extensions de l'Union européenne de 15 à 27 États membres, qui avaient eu lieu en 2004 puis 2007. En effet, Malte et Chypre n'y apparaissent pas. Par ailleurs, les initiales de la BCE écrites sur les billets ne correspondaient, au moment de l'introduction de la nouvelle série, qu'à 18 des 23 langues officielles de l'UE (et à 18 des 24 langues officielles actuelles depuis l'adhésion de la Croatie à l'UE) et le nom « EURO » n'apparaît pas en cyrillique (ЕВРО), devenu un des trois alphabets officiels de l'UE aux côtés des alphabets latin (EURO) et grec (ΕΥΡΩ) lors de l'adhésion de la Bulgarie en 2007. Les éléments de sécurité de ces billets sont également devenus obsolètes face à l'amélioration des techniques de falsification. Comme sus-mentionné, conformément aux plans de la BCE de redessiner les billets tous les sept ou huit ans après une émission donnée, le lancement d'une deuxième série de billets a donc eu lieu le 2 mai 2013,, pour laquelle sont utilisées de nouvelles techniques afin d'éviter leur contrefaçon.

### Historique
Les premiers billets de cette nouvelle série, ceux de cinq euros, ont été introduits le 2 mai 2013. Les autres dénominations, de valeurs supérieures, ont été présentées et mises en circulation par ordre croissant de valeur à intervalles réguliers,, a priori au rythme d'une dénomination par an, soit théoriquement jusqu'en 2019, lorsque tous les billets de la première série auront été remplacés, hors coupure de 500 euros qui ne sera pas remplacée. Les dates de ces présentations et introductions ont été indiquées le moment venu par la BCE,,.

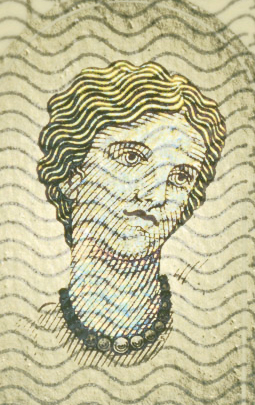
Le portrait de la déesse Europe tel qu'apparaissant sur le nouveau billet.

En septembre 2012, une première information indiquait que la BCE avait l'intention d'utiliser l'image de la princesse mythologique Europe sur les nouveaux billets, en remplacement des images architecturales d'un des filigranes et afin d'augmenter le niveau de sécurité : « les visages sont en effet plus difficiles à falsifier ». Europe apparaît en particulier dans un hologramme argenté sur le côté droit du billet (où les bâtiments sont présents en plus de la valeur faciale du billet). Les nouveaux billets ont également une carte qui reflète l'expansion de l'UE. Les couleurs des billets ne sont quant à elles pas changées.
Mario Draghi, le président de la BCE, annonçait officiellement lors de la conférence de presse de la BCE du 8 novembre 2012, en même temps que l'introduction de cette nouvelle série appelée « Europe »,, que le graphisme du nouveau billet de 5 euros serait dévoilé le 10 janvier 2013 à l'occasion d'une présentation organisée au musée archéologique de Francfort-sur-le-Main.
- Les billets de 5 euros ont été les premiers à être imprimés, à partir de 2012[38],[34],[40], puis à être introduits, le 2 mai 2013.
- Le 26 novembre 2013, la BCE annonçait que la présentation du billet de 10 euros Europe aurait lieu le 13 janvier 2014[37],[35] pour une introduction pendant ou après l'été 2014[35],[37],[Note 10] ; la mise en circulation a été finalement prévue pour le 23 septembre 2014.
- A suivi la coupure de 20 euros qui a été présentée le 24 février 2015 et mise en circulation le 25 novembre 2015.
- La coupure suivante à être introduite est le billet de 50 euros qui représente le plus important remplacement en termes de quantité; en effet, la proportion de billets en circulation est de plus de 45 %. Le design du billet a été rendu public le 5 juillet 2016 et la mise en circulation a été effectuée le 4 avril 2017. Il n'y a donc pas eu d'introduction de billets de la série Europe en 2016.
- Les billets de 100 euros et 200 euros ont été présentés le 17 septembre 2018. Leur mise en circulation a été effectuée le 28 mai 2019. Il n'y a donc pas eu d'introduction de billets de la série Europe en 2018.

| Coupures                    | Date de présentation | Date d'émission | Délai entre présentation et émission | Délai entre émission et présentation suivante | Délai entre les présentations successives | Délai entre les émissions successives |
| --------------------------- | -------------------- | --------------- | ------------------------------------ | --------------------------------------------- | ----------------------------------------- | ------------------------------------- |
| Billet de 5 euros           | 10/01/2013           | 02/05/2013      | 113 jours                            | 257 jours                                     | 1 an et 4 jours                           | 1 an et 145 jours                     |
| Billet de 10 euros          | 13/01/2014           | 23/09/2014      | 254 jours                            | 155 jours                                     | 1 an et 43 jours                          | 1 an et 64 jours                      |
| Billet de 20 euros          | 24/02/2015           | 25/11/2015      | 275 jours                            | 224 jours                                     | 1 an et 133 jours                         | 1 an et 132 jours                     |
| Billet de 50 euros          | 05/07/2016           | 04/04/2017      | 274 jours                            | 1 an et 167 jours                             | 2 ans et 75 jours                         | 2 ans et 55 jours                     |
| Billets de 100 et 200 euros | 17/09/2018           | 28/05/2019      | 254 jours                            | -                                             | -                                         | -                                     |

### Changements par rapport à la première série
La BCE a annoncé le 31 octobre 2012 que la nouvelle série comporterait sept billets, de mêmes valeurs que ceux de la première série : 5, 10, 20, 50, 100, 200 et 500 euros. Le 4 mai 2016, la Banque centrale européenne indiquait cependant qu'elle cessait de produire et d'émettre des billets de 500 euros en 2018 (en fait reporté en 2019) et que la série Europe ne comporterait pas de billet de 500 euros. Cette deuxième série ne comporte donc des billets que de six valeurs différentes, de 5 à 200 euros.
Les nouveaux billets incluent une carte avec les nouveaux pays de l'Union européenne dont Chypre et Malte,, le mot « EURO » dans les trois alphabets officiels de l'UE (latin « EURO », grec « ΕΥΡΩ » et cyrillique (bulgare) « ЕВРО »), le sigle de la Banque centrale européenne dans les 23 langues officielles de l'Union au lancement de la série en 2013 (9 sigles au lieu de 5 sur les anciens billets : BCE, ECB, ЕЦБ, EZB, EKP, ΕΚΤ, EKB, BĊE et EBC. On notera que le sigle en croate, ESB, n'est pas présent : en effet, la Croatie a adhéré à l'UE le 1er juillet 2013, après l'introduction des billets de 5 euros en mai 2013, le sigle croate était donc absent de ces derniers ; les sigles initiaux semblant être conservés pour toute la série, il n'apparaît pas non plus sur les billets suivants de cette série, sortis à partir de 2014). Dans le cadre de sa campagne d'information, le lancement d'un site consacré à la seconde série a également été annoncé.
De nouveaux moyens de sécurité tels que la variation de couleur, des bandes holographiques, des éléments d'authentification sous lumière ultraviolette, etc. étaient alors prévus. Il n'était pas exclu que les billets fussent plastifiés (billets en polymères) pour éviter leur détérioration avec le temps, comme cela existe dans de nombreux pays tels que la Roumanie ; mais c'est finalement toujours du papier coton qui est utilisé, avec une couche de vernis protecteur en plus par rapport à la première série.
Le filigrane est remplacé et des motifs holographiques apparaissent dans la bande argentée sur la droite des billets. Le dessin du billet de 5 euros représente « un portrait d'Europe, une figure de la mythologie grecque et l'origine du nom de notre continent »,. Ce portrait provient d'un vase antique en céramique du IVe siècle avant notre ère qui fait partie de la collection du musée du Louvre à Paris,. Les éléments architecturaux sont conservés : l'ouverture des portes en Europe, les ponts entre les peuples et les arches symbolisant les étapes à franchir. Les différentes époques et styles architecturaux européens demeurent afin de permettre aux utilisateurs de les reconnaître aisément, de même que les couleurs qui sont plus intenses,. Les nouveaux billets ne sont pas plastifiés mais restent en fibres de coton ; le billet de cinq euros étant l'une des coupures les plus exposées à l'usure, sa résistance a toutefois été améliorée grâce à l'application d'un enduit spécial. La nouvelle série est estampillée d'une année plus récente, en l'occurrence 2013 pour le nouveau billet de 5 euros, 2014 pour celui de 10 euros, 2015 pour celui de 20 euros, 2017 pour celui de 50 euros et 2019 pour celui de 100 et de 200 euros, l'année indiquée sur les billets en euros étant celle du copyright de ces billets (un petit « © » apparaît d'ailleurs à gauche des sigles et de l'année).
La circulation des billets de la première série se poursuivra en parallèle de ceux de la seconde jusqu'à ce que la BCE annonce la date à laquelle les billets de la première série perdront leur cours légal, et qu'elle ordonne aux banques nationales leur retrait de la circulation. Elle indique également que les billets de la première série conserveront indéfiniment leur valeur : ils pourront être échangés aux guichets des banques centrales nationales de l'Eurosystème sans limite de temps,.

### Problème de transition
Dans certains magasins, les nouveaux billets furent refusés par crainte que ce soient des faux billets. En effet, ces billets furent déclarés faux par les détecteurs de faux billets programmés pour les billets de la première série, ce qui est normal. Les commerçants durent faire mettre à jour leur ancien appareil ou en acheter un nouveau adapté aux nouveaux billets.

### Caractéristiques individuelles
| Aperçu                                     | Aperçu                                     | Valeur | Dimensions (en millimètres) | Couleur principale | Couleur principale | Représentation                   | Représentation          | Position du code de l'imprimeur             |
| Recto                                      | Verso                                      | Valeur | Dimensions (en millimètres) | Couleur principale | Couleur principale | Style architectural              | Époque                  | Position du code de l'imprimeur             |
| ------------------------------------------ | ------------------------------------------ | ------ | --------------------------- | ------------------ | ------------------ | -------------------------------- | ----------------------- | ------------------------------------------- |
| Billet de 5 euros (série Europe, recto).   | Billet de 5 euros (série Europe, verso).   | 5      | 120 × 62                    |                    | Gris               | Classique                        | À partir du Ier siècle  | En haut, à gauche de la bande holographique |
| Billet de 10 euros (série Europe, recto).  | Billet de 10 euros (série Europe, verso).  | 10     | 127 × 67                    |                    | Rouge              | Roman                            | XIe et XIIe siècles     | En haut, à gauche de la bande holographique |
| Billet de 20 euros (série Europe, recto).  | Billet de 20 euros (série Europe, verso).  | 20     | 133 × 72                    |                    | Bleu               | Gothique                         | XIIIe et XIVe siècles   | En haut, à gauche de la bande holographique |
| Billet de 50 euros (série Europe, recto).  | Billet de 50 euros (série Europe, verso).  | 50     | 140 × 77                    |                    | Orange             | Renaissance                      | XVe et XVIe siècles     | En haut, à gauche de la bande holographique |
| Billet de 100 euros (série Europe, recto). | Billet de 100 euros (série Europe, verso). | 100    | 147 × 77                    |                    | Vert               | Baroque rococo                   | XVIIe et XVIIIe siècles | En haut, à gauche de la bande holographique |
| Billet de 200 euros (série Europe, recto). | Billet de 200 euros (série Europe, verso). | 200    | 153 × 77                    |                    | Jaune-brun         | « Verre et acier » (Art nouveau) | XIXe et XXe siècles     | En haut, à gauche de la bande holographique |

Comme pour la première série, la Guyane, la Guadeloupe, la Martinique et La Réunion, départements et régions d'outre-mer (DROM) de la France et régions ultrapériphériques (RUP) de l'Union européenne (car éloignées du continent européen), sont dessinées dans des cartouches séparés, car ces territoires extra-européens utilisent également l'euro. Cependant, ils apparaissent sur la gauche de la carte et non plus en dessous. Deux autres territoires français utilisant l'euro sont néanmoins toujours absents des billets : Mayotte, département et région d'outre-mer depuis 2011 et région ultrapériphérique (RUP) de l'Union européenne depuis le 1er janvier 2014, ainsi que Saint-Pierre-et-Miquelon, collectivité d'outre-mer (COM) française et pays et territoire d'outre-mer (PTOM) de l'UE. En tant que PTOM, le second ne fait pas partie de l'Union européenne, d'où son absence sur les billets. Cependant, depuis son changement de statut européen, Mayotte fait partie de l'Union européenne et devrait donc apparaître sur les billets émis à partir de 2014, c'est-à-dire à partir du billet de 10 euros de la nouvelle série. Son absence peut s'expliquer par la conservation de la même carte pour toute la série Europe.
Les Açores (Portugal), Madère (Portugal) et les îles Canaries (Espagne), territoires d'outre-mer d'autres États membres de la zone euro et également régions ultrapériphériques de l'Union européenne, apparaissent également sur la carte (à leur emplacement normal) car ils utilisent également l'euro. Chypre et Malte apparaissent désormais également sur la carte, à leur place.

### Signatures
Les premiers billets de cette deuxième série portent la signature de Mario Draghi, président de la Banque centrale européenne dont le mandat a commencé en novembre 2011 et finit en novembre 2019. Christine Lagarde devient présidente de la BCE le 1er novembre 2019.
|                                    | Président         | Période de présidence               | Signature                      | Période de circulation des billets avec cette signature |
| ---------------------------------- | ----------------- | ----------------------------------- | ------------------------------ | ------------------------------------------------------- |
| Mario Draghi de trois-quarts face. | Mario Draghi      | 1er novembre 2011 - 31 octobre 2019 | Signature de mario Draghi.     | 2 mai 2013 -                                            |
| photo de Christine Lagarde         | Christine Lagarde | 1er novembre 2019 -                 | Signature de Christine Lagarde | juillet 2020                                            |

### Éléments de sécurité
Selon les mots de Mario Draghi en janvier 2013, la série Europe « sera plus intelligente et plus sûre que la première série ». Ainsi, par rapport aux billets de la première série, ceux de la deuxième série comportent des éléments de sécurité renforcés afin de lutter toujours plus efficacement contre la contrefaçon. De nouvelles techniques telles que la variation de couleur, des bandes holographiques, un passage sous lumière ultraviolette, etc. pourraient apparaître sur ces nouveaux billets. En date du 8 novembre 2012, trois éléments étaient connus en ce qui concerne le futur nouveau billet de 5 euros : filigrane portrait, hologramme portrait et nombre émeraude. Au 2 avril 2013, les éléments suivants sont connus :
Toucher :
- Papier[24],[25] — Le papier a une texture particulière distinctive (« ferme et craquant »)[24],[25].
- Impression en relief[24],[25] — Le motif principal, les lettres et le chiffre de grande dimension indiquant la valeur du billet présentent un effet de relief[25] créé par la technique de taille-douce. Au recto, une série de petites lignes imprimées en relief sur les bordures, à gauche et à droite, est ajoutée par rapport à la première série[25], pour permettre, notamment aux aveugles et aux malvoyants, de reconnaître facilement le billet[24].

Regarder :
- Filigrane portrait[24],[25] — Chaque dénomination est imprimée sur du papier filigrané unique. En observant le billet par transparence, une image floue devient visible et montre la valeur du billet et une fenêtre, ainsi qu'un portrait de la déesse Europe (ajouté par rapport à la première série)[24],[25]. Si le billet est posé sur une surface sombre, les parties claires s'obscurcissent[24]. Le portrait apparaît également dans l'hologramme[24].
- Fil de sécurité[24],[25] — Visible par transparence, le fil de sécurité (un fil magnétique noir) apparaît au centre du billet sous la forme d'une bande sombre dans laquelle est visible la valeur du billet et le symbole « € » (à la place du mot « EURO » dans la première série) en lettres blanches de très petite taille[24],[25].

Incliner :
- Hologramme portrait[24],[25] — Au moins sur les deux billets connus actuellement, une bande holographique argentée est présente à droite de l'avers (même position mais plus fine que sur la première série). Cette bande contient la dénomination, le symbole « € » et le nom « EURO », ainsi que le portrait de la déesse Europe et une fenêtre absents de la première série[24],[25].
- Nombre émeraude[24],[25] (encre de couleur variable) — Nombre brillant dit « nombre émeraude » qui apparaît dans le coin inférieur gauche de la face avant du billet (le grand nombre dans le quart inférieur droit au dos n'est pas émeraude et est d'ailleurs d'une couleur proche de la couleur principale du billet). Quand on l'observe sous des angles différents, un effet de lumière se déplace de haut en bas et de bas en haut et la couleur passe du vert émeraude au bleu profond[24],[25].

Signes supplémentaires :
- Microlettres (micro-impressions)[24] — Une série de lettres minuscules lisibles à la loupe sont présentes sur certaines parties du billet. Ces lettres sont nettes et ne sont en aucun cas floues[24].
- Propriétés sous infrarouge[24] — Au recto, seuls le nombre émeraude, la partie droite du motif principal et la bande argentée sont visibles sous une lampe infrarouge. Au verso, seuls la valeur faciale et le numéro de série sont visibles[24].
- Propriétés sous lampe UV simple[24] — Sous lumière ultraviolette, le papier est sombre et n'émet pas de lumière vive. De petites fibres incorporées dans le papier, toutes de trois couleurs différentes, deviennent visibles. Au recto, les étoiles du drapeau de l'UE, les petits cercles, les grandes étoiles et d'autres parties du billet ressortent en jaune, alors qu'au verso, un quart d'un cercle situé au centre du billet et d'autres parties émettent une lumière verte. Toujours au verso, le numéro de série horizontal et une bande apparaissent quant à eux en rouge[24].
- Propriétés sous lampe UV spéciale (UV-C)[24] — Au recto, les petits cercles situés au centre du billet émettent une lumière jaune, alors que les grandes étoiles et d'autres parties ressortent en orange. Le symbole de l'euro (€) devient également visible[24].

De plus, on peut noter la présence d'un certain nombre de signes de sécurités inchangés par rapport à la première série (voir précédemment) :
- Constellation EURion
- Somme de contrôle
- Surface feutrée — Le symbole de l'euro et la dénomination apparaissent au dos du billet sur une bande verticale qui n'est visible que lorsqu'elle est éclairée à un angle de 45°. Cela existe pour les billets de cinq, dix et vingt euros.

Comme dans le cas de la première série, la signature présente sur les billets n'est pas considérée comme étant un élément de sécurité étant donné qu'elle varie dans le temps pour une même série de billets : considérer cette signature comme élément de sécurité obligerait à devoir adapter les machines de contrôle à chaque changement. Cet élément reste néanmoins un élément de contrôle visuel.

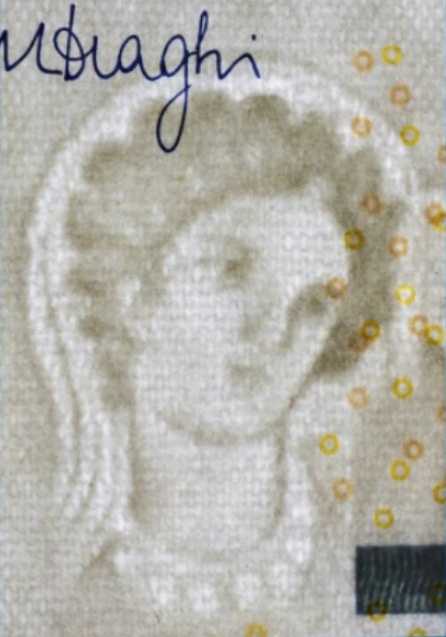
Le filigrane portrait du nouveau billet de 5 euros.
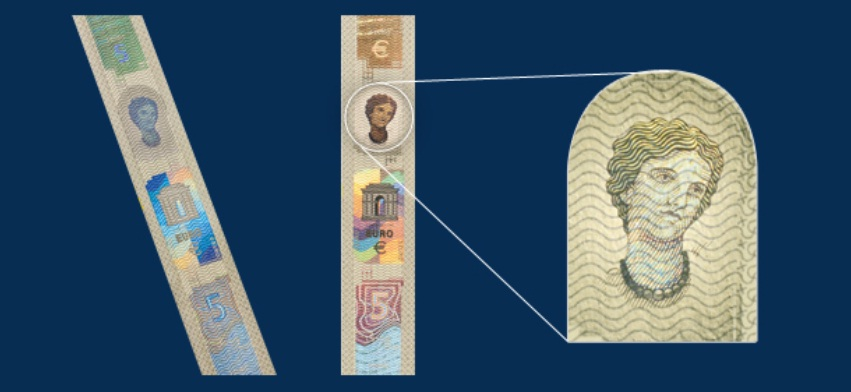
L'hologramme portrait du nouveau billet de 5 euros.
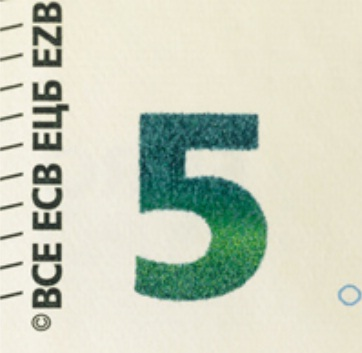
Le nombre émeraude du nouveau billet de 5 euros.

### Caractéristiques pour les personnes souffrant de handicaps visuels
Comme pour la première série de billets, des déficients visuels ont été consultés pendant la phase de conception de la deuxième série et leurs demandes prises en compte pour le graphisme définitif. De nouveaux éléments tels que la présence de petites lignes imprimées en relief sur les bordures, à gauche et à droite, ont ainsi été ajoutés.

### Identification
Le numéro de série des billets de la série Europe comportent deux numéros imprimés au dos du billet : un numéro horizontal imprimé en noir et un numéro vertical de la couleur de la dénomination. Le numéro horizontal est composé de deux lettres et dix chiffres. Le numéro vertical est simplement composé des six derniers chiffres du numéro horizontal.
Le code d'identification du pays émetteur disparaît des billets de la série Europe, empêchant l'identification du pays émetteur.
À l'inverse de la première série, la première lettre du numéro de série désigne désormais l'imprimerie dont est issu le billet. La seconde lettre, elle, varie simplement en suivant l'alphabet, de façon parallèle aux chiffres qui évoluent aussi séquentiellement (une unité est ajoutée à chaque billet produit). Cela permet un plus grand nombre de combinaisons possibles par rapport à la première série.
| Lettre | Imprimeur | Ville                    |
| ------ | --- | ------------------------ |
| A      | Non attribué |                          |
| B      | Non attribué |                          |
| C      | Non attribué |                          |
| D      | Polska Wytwórnia Papierów Wartościowych (pl) note : aucun billet en euro n'a été imprimé avec la lettre D selon le site eurobilltracker.com Cette imprimerie nationale polonaise est cependant accréditée pour cette production | Varsovie ( Pologne)      |
| E      | Oberthur Fiduciaire | Chantepie ( France)      |
| F      | Oberthur Fiduciaire | Sofia ( Bulgarie)        |
| G      | Non attribué |                          |
| H      | De La Rue Currency note : à la suite du Brexit, cet imprimeur ne respecte plus les exigences en matière de lieu de production imposées par l'article 3 c) de la décision de la BCE qui réglemente la délivrance des autorisations pour l'impression des billets en euro. Aucun billet en euro n'a été imprimé avec la lettre H selon le site eurobilltracker.com | Loughton ( Royaume-Uni)  |
| I      | Non attribué |                          |
| J      | De La Rue Currency note : à la suite du Brexit, cet imprimeur ne respecte plus les exigences en matière de lieu de production imposées par l'article 3 c) de la décision de la BCE qui réglemente la délivrance des autorisations pour l'impression des billets en euro. Aucun billet en euro n'a été imprimé avec la lettre J selon le site eurobilltracker.com | Gateshead ( Royaume-Uni) |
| K      | Non attribué |                          |
| L      | Non attribué |                          |
| M      | Valora | Carregado ( Portugal)    |
| N      | Oesterreichische Banknoten- und Sicherheitsdruck GmbH | Vienne ( Autriche)       |
| O      | Non attribué |                          |
| P      | Johan Enschede & Zn | Haarlem ( Pays-Bas)      |
| Q      | Non attribué |                          |
| R      | Imprimerie fédérale | Berlin ( Allemagne)      |
| S      | Banque d'Italie | Rome ( Italie)           |
| T      | Banque centrale d'Irlande | Dublin ( Irlande)        |
| U      | Banque de France | Chamalières ( France)    |
| V      | Maison royale de la monnaie | Madrid ( Espagne)        |
| W      | Giesecke & Devrient | Leipzig ( Allemagne)     |
| X      | Giesecke & Devrient | Munich ( Allemagne)      |
| Y      | Banque de Grèce | Athènes ( Grèce)         |
| Z      | Banque nationale de Belgique | Bruxelles ( Belgique)    |

On peut remarquer qu'une grande partie des codes des imprimeurs reprend l'identifiant de la première série du pays dans lequel se trouvent ces imprimeries : J, M, N, P, S, T, U, V, X, Y et Z.
Depuis mai 2019, des billets sont imprimés en Bulgarie.

## Troisième série (à partir de 202x)
Le 6 décembre 2021, la BCE annonce son projet de modifier le graphisme des billets euro afin, selon Christine Lagarde, "que les Européens de tous âges et de tous horizons puissent s’en sentir plus proches". Un groupe consultatif constitué de 19 experts, un par pays alors membre de la zone Euro, est alors nommé afin de proposer une liste de thèmes. Sept thèmes sont ensuite présentés en juillet 2023, en même temps que le lancement d'une enquête en ligne ouverte à tous les habitants de la zone Euro. En novembre de la même année, il est annoncé que parmi les plus de 365 000 réponses de cette enquête, les trois thèmes ayant recueilli de loin le plus de suffrages étaient «La culture européenne», «Fleuves : les rivières de la vie en Europe» et «Oiseaux : libres, résilients et inspirants» ; ces thèmes sont donc retenus, les deux derniers étant fusionnés en un seul thème, «Fleuves et oiseaux».
La BCE annonce le 31 janvier 2025 les motifs retenus pour chacun des deux thèmes :
| Valeur | Valeur | Recto                        | Recto | Verso                                                           | Verso |
| ------ | ------ | ---------------------------- | ----- | --------------------------------------------------------------- | ----- |
| 5€     |        | Maria Callas                 |       | Artistes de rue                                                 |       |
| 10€    |        | Ludwig van Beethoven         |       | Une chorale chantant lors d'un festival de musique              |       |
| 20€    |        | Marie Curie (née Skłodowska) |       | Une enseignante et ses élèves dans une salle de classe          |       |
| 50€    |        | Miguel de Cervantes          |       | Des adultes lisant des livres dans une bibliothèque             |       |
| 100€   |        | Léonard de Vinci             |       | Des adultes et des enfants contemplant des œuvres d’art de rue  |       |
| 200€   |        | Bertha von Suttner           |       | Des adultes et des enfants se rencontrant dans un jardin public |       |

| Valeur | Valeur | Recto                                                    | Recto | Verso                                             | Verso |
| ------ | ------ | -------------------------------------------------------- | ----- | ------------------------------------------------- | ----- |
| 5€     |        | Passereau et source de montagne                          |       | Parlement européen                                |       |
| 10€    |        | Martin-pêcheur et cascade                                |       | Commission européenne                             |       |
| 20€    |        | Colonie de guêpiers d’Europe sur une falaise sablonneuse |       | Banque centrale européenne                        |       |
| 50€    |        | Cigogne blanche au-dessus d’une rivière sinueuse         |       | Cour de justice de l'Union européenne             |       |
| 100€   |        | Avocette survolant une vasière                           |       | Conseil européen et Conseil de l'Union européenne |       |
| 200€   |        | Fou de Bassan au-dessus de grandes vagues marines        |       | Cour des comptes européenne                       |       |

La BCE lance le 15 juillet 2025 un appel à candidatures destiné aux graphistes résidants dans l'Union européenne. Les candidats retenus, qui seront sélectionnés en septembre 2025, auront jusqu'en mars 2026 pour soumettre leurs projets de graphisme, après quoi un jury retiendra jusqu'à cinq finalistes par thème, la sélection ayant lieu avant juin de la même année,. Après une période de recueil de l'avis du public, le Conseil des gouverneurs de la BCE choisira le graphisme définitif d'ici la fin de l'année 2026. Le calendrier de la mise en circulation des nouveaux billets et du retrait éventuel des anciens billets n'a pas été annoncé, mais Christine Lagarde déclare à France 2 que les nouveaux billets « verraient le jour » d'ici 2028

## Cycle de vie

### Émission
Légalement, la Banque centrale européenne (BCE) et les banques centrales nationales (BCN) de chaque pays membre de la zone euro ont le droit d'émettre les sept billets différents. En pratique, seules les banques nationales sont dans la capacité de le faire. La BCE ne possède pas de caisses et n'est impliquée dans aucune opération de trésorerie.

### Production et stockage

#### Répartition de la production
En avril 2001, la BCE a décidé qu'après l'introduction de l'euro, la production des billets serait décentralisée et mise en commun (pooling). Dès lors, depuis 2002, chaque banque centrale nationale de chaque État membre de la zone euro fournit une partie de la production annuelle totale de certains billets. La banque centrale concernée prend en charge les coûts de production au titre de la part qui lui a été indiquée.

#### Coût de production
Selon les séries et les modèles, le prix de fabrication varie d'un billet à un autre. L'augmentation des dispositifs anti-fraude ainsi que l'utilisation d'encres évoluées font monter ce coût. Ce faisant, le coût de revient du nouveau billet de 5 euros de la série « Europe » est inférieur à 5 centimes l'unité. Les investissements réalisés afin de créer cette nouvelle série sont quant à eux gardés secrets par la Banque de France.

#### Stockage
Depuis septembre 2002, la BCE met en place un stock stratégique de l'Eurosystème (c'est-à-dire la BCE et les vingt banques centrales nationales (BCN) de la zone euro). Ce stock est utilisé dans des circonstances exceptionnelles, lorsque les stocks au sein de la zone euro sont insuffisants pour faire face à une hausse inattendue de la demande de billets ou en cas d'interruption inattendue de l'approvisionnement en billets. Les stocks permettent aux banques centrales nationales de gérer à tout moment une variation de la demande de billets. Grâce aux stocks logistiques, il est possible de répondre à la demande de billets dans des circonstances normales. Ces stocks permettent également de remplacer les billets devenus impropres à la circulation, de faire face à une progression inattendue de leur utilisation, de répondre aux fluctuations saisonnières de la demande et d'optimiser le transfert des billets entre les succursales des banques centrales.

### Circulation
La BCE surveille étroitement la circulation et les réserves de pièces et billets en euros. Il s'agit d'une tâche de l'Eurosystème pour assurer un approvisionnement efficace et sans heurts de l'euro et maintenir leur intégrité dans l'ensemble de la zone euro.
Selon les chiffres cités par la BCE début 2021, il y a plus de 26,4 milliards de billets en euros en circulation dans le monde pour une masse monétaire de plus de 1 434 milliards d'euros.

#### Statistiques
La BCE fournit mensuellement la répartition entre les différentes valeurs.
Depuis le lancement de l'euro fiduciaire, outre le nombre de billets en date du 1er janvier 2002, les chiffres significatifs du nombre annuel total de billets en circulation sont relevés en fin d'année.
| Année                                                     | Quantité                                                  | Montant                                                   | Année | Quantité       | Montant         | Année | Quantité       | Montant           |
| --------------------------------------------------------- | --------------------------------------------------------- | --------------------------------------------------------- | ----- | -------------- | --------------- | ----- | -------------- | ----------------- |
| *                                                         | 7 798 512 744                                             | 221 480 768 225                                           | 2007  | 12 114 123 352 | 676 621 274 980 | 2014  | 17 528 199 357 | 1 016 538 110 795 |
| 2002                                                      | 8 204 216 521                                             | 358 534 838 545                                           | 2008  | 13 116 309 814 | 762 774 832 005 | 2015  | 18 895 003 746 | 1 083 430 316 130 |
| 2003                                                      | 9 036 699 479                                             | 436 130 692 435                                           | 2009  | 13 643 392 699 | 806 411 528 190 | 2016  | 20 220 408 425 | 1 126 184 256 920 |
| 2004                                                      | 9 650 189 291                                             | 501 259 151 330                                           | 2010  | 14 171 033 268 | 839 702 306 225 | 2017  | 21 406 927 501 | 1 170 726 088 285 |
| 2005                                                      | 10 367 582 615                                            | 565 217 275 960                                           | 2011  | 14 947 640 017 | 888 629 021 080 | 2018  | 22 614 824 598 | 1 231 133 048 635 |
| 2006                                                      | 11 348 950 925                                            | 628 242 094 540                                           | 2012  | 15 687 189 033 | 912 593 020 245 | 2019  | 24 057 232 839 | 1 292 742 470 730 |
| * : au lancement de l'euro fiduciaire (1er janvier 2002). | * : au lancement de l'euro fiduciaire (1er janvier 2002). | * : au lancement de l'euro fiduciaire (1er janvier 2002). | 2013  | 16 511 650 891 | 956 184 806 380 | 2020  | 26 468 962 663 | 1 434 506 526 830 |

#### Évolution de la proportion des billets de la série «Europe»
Pour chaque coupure, les billets de la première série ont été émis concurremment durant quelques semaines avec ceux de la série « Europe » jusqu’à épuisement des stocks existants, puis progressivement retirés de la circulation.
Les deux séries circulent donc parallèlement mais la proportion tend inévitablement vers une forte diminution de la première série.
Ainsi, suivant l'introduction des coupures et chaque année au 1er janvier 2002, l'évolution est la suivante :
| Coupures            | 2013   | 2014   | 2015   | 2016   | 2017   | 2018   | 2019   | 2020   |
| ------------------- | ------ | ------ | ------ | ------ | ------ | ------ | ------ | ------ |
| Billet de 5 euros   | 49,6 % | 29,2 % | 22,5 % | 19,0 % | 16,7 % | 15,1 % | 14,0 % | 13,4 % |
| Billet de 10 euros  |        | 60,7 % | 26,1 % | 18,3 % | 14,4 % | 12,1 % | 11,1 % | 10,1 % |
| Billet de 20 euros  |        |        | 81,8 % | 37,2 % | 24,6 % | 18,5 % | 14,9 % | 12,5 % |
| Billet de 50 euros  |        |        |        |        | 73,3 % | 53,4 % | 40,2 % | 31,1 % |
| Billet de 100 euros |        |        |        |        |        |        | 82,6 % | 67,1 % |
| Billet de 200 euros |        |        |        |        |        |        | 63,0 % | 39,4 % |

#### Situation au1erjanvier 2021
Selon les chiffres fournis par la BCE au 1er janvier 2021, la répartition entre les différentes valeurs (des deux séries confondues) est la suivante :
| Coupures            | Quantité totale | %      | Série « Europe »        | 1re série               | %                       | Valeur totale       | %      |
| ------------------- | --------------- | ------ | ----------------------- | ----------------------- | ----------------------- | ------------------- | ------ |
| Billet de 5 euros   | 1 989 596 386   | 7,5 %  | 1 722 320 552           | 267 275 834             | 13,4 %                  | 9 947 981 930 €     | 0,7 %  |
| Billet de 10 euros  | 2 831 279 179   | 10,7 % | 2 544 451 429           | 286 827 750             | 10,1 %                  | 28 312 791 790 €    | 2,0 %  |
| Billet de 20 euros  | 4 498 520 808   | 17,0 % | 3 937 881 316           | 560 639 492             | 12,5 %                  | 89 970 416 160 €    | 6,3 %  |
| Billet de 50 euros  | 12 724 868 337  | 48,1 % | 8 763 073 299           | 3 961 795 038           | 31,1 %                  | 636 243 416 850 €   | 44,4 % |
| Billet de 100 euros | 3 366 199 769   | 12,7 % | 1 105 960 028           | 2 260 239 741           | 67,1 %                  | 336 619 976 900 €   | 23,5 % |
| Billet de 200 euros | 652 790 496     | 2,5 %  | 395 612 645             | 257 177 851             | 39,4 %                  | 130 558 099 200 €   | 9,1 %  |
| Billet de 500 euros | 405 707 688     | 1,5 %  | Pas de série « Europe » | Pas de série « Europe » | Pas de série « Europe » | 202 853 844 000 €   | 14,1 % |
| Au total            | 26 468 962 663  | 100 %  | 18 469 299 269          | 7 999 663 394           | -                       | 1 434 506 526 830 € | 100 %  |

Commentaires :
- Le total sous la colonne 1re série comprend également les billets de la coupure de 500 euros.
- Billet de 5 euros : en valeur, c'est la masse monétaire la moins importante.
- Billet de 50 euros : c'est le billet le plus utilisé de la zone euro, tant en nombre qu'en valeur (dépassant, depuis avril 2012, le billet de 500 euros sur ce dernier point).
- Billet de 100 euros : en quantité, c'est le billet dont la masse monétaire progresse le plus, passant depuis 2002 de la 5e à la 3e place.
- Billet de 200 euros : c'était, en nombre, le billet le moins utilisé jusqu'en 2020.

#### Suivi des billets
Il existe plusieurs sites et communautés internet spécialisés dans le suivi des billets de banque en euros. Leurs travaux permettent de savoir où les billets se trouvent et par quels pays et villes ils sont passés. EuroBillTracker fait partie des mieux référencés et centralise des informations permettant d'appréhender la propagation des billets depuis leur lieu d'émission jusqu'à leur dernière position connue. Le site génère des statistiques et des classements tels que, par exemple, sur les pays dans lesquels on retrouve le plus de billets en circulation. En mai 2013, EuroBillTracker avait recensé plus de 117,5 millions de billets sur les 15 milliards en circulation (le site en recensait 96 millions en octobre 2011, 115,8 millions en mars 2013, 153,5 millions en février 2016 et plus de 216,1 millions en février 2023).

#### Contrefaçon
Depuis le lancement de la monnaie en 2002, la contrefaçon des billets de banque en euros a crû de façon considérable et rapide jusqu'en 2014, pour diminuer et se stabiliser actuellement.

### Fin de vie et recyclage
Le transport des billets, leur circulation et leur utilisation courante entraînent une dégradation progressive de leur qualité. Les coupures de 5 euros, très utilisées, circulent en moyenne pendant 13 à 15 mois avant d'être retirées de la circulation et détruites, contre deux ans en moyenne pour les autres et 3,5 ans pour celui de 50 euros. La BCE a donc choisi d'améliorer sa résistance en appliquant un enduit spécial sur le papier.
La BCE a indiqué que les billets de la deuxième série seraient plus durables que ceux de la première série[réf. souhaitée]. En particulier, les billets de cinq euros, les premiers mis en circulation, sont recouverts d'un enduit spécial afin de limiter les risques de déchirure.
L'authenticité et l'intégrité des billets sont vérifiées par les banques centrales de la zone euro et par les opérateurs accrédités en matière de traitement et de recyclage des billets ; en moyenne, chaque billet en circulation est ainsi contrôlé tous les quatre mois.
Les règles relatives au recyclage des billets en euros sont fixées par la décision de la Banque centrale européenne du 16 novembre 2010 sur la vérification de l'authenticité et de la qualité ainsi que la remise en circulation des billets en euros (BCE/2010/14). Ceux endommagés sont détruits et échangés ; en 2010, les banques centrales ont ainsi remplacé 5,8 milliards de billets impropres à la circulation. Certains distributeurs automatiques récents peuvent détecter les contrefaçons et trier les billets en fonction de leur qualité ; cela leur permet de conserver ceux qui sont dégradés et de remettre en circulation les autres sans passer par les banques.

### Impact environnemental
L'UE étant une institution affirmant « applique[r] des normes environnementales parmi les plus strictes au monde », il était important à ses yeux de minimiser l'impact environnemental lors de la fabrication de coupures en euros, en essayant d'« utiliser avec précaution les ressources naturelles, préserver la qualité de l'environnement et protéger la santé publique lors de la production et la distribution des billets ».
Selon une étude de la BCE datant de 2003 et utilisant la norme ISO 14040 ff spécifique au management environnemental, à l'analyse du cycle de vie et des effets environnementaux induits durant l'intégralité du cycle de vie des billets en euros, les effets induits durant ce cycle correspondent à ceux engendrés par la conduite par chaque résident européen d'une voiture sur une distance d'un kilomètre ou l'utilisation d'une ampoule de 60 watts allumée pendant une demi-journée. Un système de gestion environnementale a été mis en place par l'UE, à destination de l'ensemble des membres de l'Eurosystème, en coopération avec les imprimeries de billets.
Toujours d'après la BCE, les billets en euros sont sains pour les individus. En effet, selon des tests menés par des organismes indépendants, l'ensemble des substances chimiques présentes dans les billets en euros ont une concentration très inférieure aux seuils réglementaires européens. Des tests avaient également été réalisés préalablement à l'introduction des billets dans la circulation afin de certifier qu'il n'y aurait aucun risque de toxicité au toucher ou par ingestion et qu'ils ne présentaient aucun risque d'« altération génétique ».
Les billets de banque en euros seraient « aussi propres que les cartes de crédit », avec des niveaux de bactéries si faibles qu'ils ne constituent aucun risque, même mineur, pour la santé des utilisateurs. Les tests effectués sur des substances pour lesquelles des demandes d'informations ont été faites par le public n'ont également révélé aucun risque, soit parce que la concentration desdites substances était extrêmement faible et donc qu'elle ne constituait « aucun risque sanitaire », soit que la présence de ces substances n'a tout simplement pas été mise en évidence.

## Reproduction
La reproduction des billets en euros est strictement encadrée. Les règles concernant la reproduction des billets de banque en euros ont été publiées au Journal officiel de l'Union européenne le 25 mars 2003. Il doit avant tout n'y avoir aucun risque de confusion entre cette reproduction et des billets authentiques.
Les conditions licites de reproduction autorisées pour tout ou partie d'un billet sont alors les suivantes :
- (a) reproduction sur une seule face d'un billet dont la taille représente plus de 125 % ou moins de 75 % de celle d'un billet authentique, ou
- (b) reproduction recto verso d'un billet dont la taille représente plus de 200 % ou moins de 50 % de celle d'un billet authentique, ou
- (c) reproductions d'éléments de design individuels tant que cet élément n'apparaît pas sur un fond ressemblant à un billet, ou
- (d) reproduction sur une seule face d'une partie de l'avers ou du revers d'un billet tant que cette partie fait moins du tiers de l'avers ou du revers original, ou
- (e) reproduction constituée d'un matériel nettement différent du papier utilisé pour les billets, ou
- (f) reproduction intangible disponible par tout moyen, en tout lieu et en tout temps, tant que (1) le mot « SPECIMEN » est imprimé en diagonale à travers la reproduction en police Arial ou une police similaire à Arial. La longueur du mot « SPECIMEN » est au moins 75 % de la longueur de la reproduction et la hauteur du mot « SPECIMEN » est au moins 15 % de la largeur de la reproduction, dans une couleur non-transparente (opaque) nettement contrastée avec la couleur dominante du billet concerné, et (2) que la résolution de la reproduction électronique dans sa taille originale ne dépasse pas 72 dpi (dots per inch, points par pouce en français).

Les reproductions ne respectant pas les critères sus-mentionnés mais qui n'entraînent aucun risque de confusion avec un billet réel sont aussi autorisées ; toutes les autres sont illicites. Toutes ces règles s'appliquent aussi bien aux billets dont la circulation est en cours et ayant cours légal qu'à ceux ayant été retirés de la circulation ou ayant perdu leur cours légal.

## Propositions de création, de remplacement ou de suppression de certains billets

### Créations proposées

#### Billets de 1 et2 euros
Lors de l'introduction de l'euro, certains pays comme l'Italie, la Grèce et l'Autriche ont souhaité l'émission de billets de valeurs plus faibles. L'impression de billets de faibles valeurs et leur durée de vie plus faible entraînent malgré tout un coût supérieur à la frappe de pièces. Le 18 novembre 2004, la BCE a donc décidé que la demande était trop faible dans la zone euro pour satisfaire ce souhait. Cependant, le 25 octobre 2005, plus de la moitié des membres du Parlement européen ont émis « la demande à la Commission, au Conseil et à la Banque centrale européenne de reconnaître la nécessité de procéder à l'émission de billets de 1 et de 2 euros ». En 2013, il n'est cependant toujours pas prévu d'émettre des billets de si petite valeur dans un avenir proche.

### Remplacements proposés

#### Billet de5 euros
En 2011, la proposition du remplacement du billet de 5 euros par une pièce de même valeur a été émise par Christophe Beaux et la Monnaie de Paris. L'argument principal en faveur du retrait de la circulation de ce billet est sa faible durée de vie : la durée de vie d'un billet de 5 euros n'est que d'un an, alors que celle des pièces est en moyenne de 25 ans. Ils s'inspirent en cela de la Suisse, où est utilisée une pièce de 5 francs (qui vaut actuellement environ 5 euros) et où le plus petit billet est celui de 10 francs (environ 10 euros). Un deuxième argument est le fait que, toujours selon la Monnaie de Paris, la suppression de ce billet et son remplacement par une pièce permettraient aux États membres de la zone euro d'économiser 10 milliards d'euros sur 40 ans. La BCE oppose à cela le fait que, selon elle, cette mesure pourrait faire croire aux citoyens que l'euro est inflationniste. L'idée de ce remplacement est la même que celle émise aux États-Unis, où la proposition de la suppression du billet de 1 dollar a été émise, bien que refusée depuis 20 ans, contrairement au Canada qui a franchi le pas en 1987. En pratique, ce remplacement n'est toujours pas à l'ordre du jour, la nouvelle série « Europe » ayant démarré en 2013 avec un billet de 5 euros.

### Suppression proposée et acceptée

#### Billet de500 euros
Étant donné la valeur très élevée de ce billet (la quatrième la plus élevée au monde parmi les billets en circulation en novembre 2010), la moitié des Européens n'a jamais eu de billet de 500 euros en sa possession. Cependant, ce billet représente à lui seul un tiers de la masse monétaire des billets en euros, pour une valeur qui atteint 288 milliards d'euros en janvier 2013. Un quart de ces billets (soit 72 milliards d'euros ou 144 millions de billets) circule rien qu'en Espagne, où la coupure est communément surnommée le « Ben Laden », « parce que tout le monde le connaît et personne ne le voit jamais ». En effet, des billets d'une valeur aussi importante permettent le transport d'importantes sommes d'argent dans un volume restreint, ce qui favoriserait la circulation de l'« argent sale ». Plusieurs millions d'euros circulent ainsi dans des « valises de billets », phénomène en croissance depuis le début de l'année 2012 et la mise en place de la traçabilité des opérations bancaires internationales. Par ailleurs, les sanctions relativement modérées concernant la non-déclaration du transport d'argent liquide à l'étranger (sanctions qui vont de 0 à 25 % de la somme transportée) n'incitent pas à la réduction de ces activités.
Certains pays ont donc songé à la suppression pure et simple du billet violet. Sur l'argument selon lequel la grande majorité des billets de 500 euros seraient utilisés à des fins de fraude, le Royaume-Uni, qui n'est par ailleurs lui-même pas membre de la zone euro, a décidé d'interdire leur utilisation aussi bien à l'achat qu'à la vente. Outre-Atlantique, les États-Unis ont cessé d'imprimer le billet de 500 dollars pour lutter contre la mafia. De la même façon, les gouvernements français successifs ont incité la BCE à envisager la suppression les billets de 500 euros. Le 3 décembre 2012, le ministre français de l'Économie et des Finances Pierre Moscovici et le ministre français du Budget Jérôme Cahuzac ont ainsi appelé les instances européennes à « réfléchir sur le maintien en circulation du billet de 500 € ». En effet, seul le conseil des gouverneurs des banques centrales européennes a le droit de décider de la suppression d'un billet, et ce avec l'accord des États membres. L'Allemagne est a priori plutôt défavorable à cette mesure, étant donné que la population du pays est habituée à payer en liquide.
Concernant la nouvelle série, le président de la BCE Mario Draghi avait ainsi précisé que celle-ci comporterait des coupures des mêmes valeurs que la première série, donc en particulier des billets de 500 euros. Cependant, le 4 mai 2016, la Banque centrale européenne annonce officiellement qu'elle cessera de produire et d'émettre des billets de 500 euros en 2018 et que la série Europe ne comportera pas de billet de 500 euros. La coupure de 500 euros gardera toujours sa valeur et pourra être échangée auprès des banques centrales nationales de l'Eurosystème pendant une période illimitée. Depuis cette décision, les billets rentrent en nombre aux guichets des banques centrales. Allié au fait qu'ils étaient, à l'exception de l'Allemagne et l'Autriche, très peu utilisés dans la vie courante, il y a de fortes probabilités que, de facto, sa fonction ne se limite à l'avenir qu'à une valeur de réserve et de thésaurisation.

## Œuvres inspirées des billets en euros
Entre 2011 et 2013, les ponts fictifs figurant sur les billets de la première série ont vu le jour à Spijkenisse aux Pays-Bas : les europonts de Spijkenisse.

## Opinions
Un étude d'Ipsos a été menée à l'occasion du renouvellement des billets de banque.
Les européens s'identifient à la liberté de circulation à l'intérieur de l'Europe, à l'euro ou à une monnaie unique européenne, aux valeurs de liberté de solidarité et d'égalité, à des éléments culturels tels que la diversité des langues et cultures en Europe et de l'histoire européenne partagée.
Les européens ne se sentent pas émotionnellement connectés à la thématique des billets (ages et styles d'Europe) symbolisée par des ponts.
Les éléments conceptuels communs les plus essentiels créant du consensus sont:
- la couronne d'étoiles
- le drapeau européen
- la carte du continent Européen
- le symbole monétaire €
- le nom de la monnaie "euro" dans ses trois alphabets.

Les éléments considérés de moindre importance sont le portrait d'Europe (en), la signature du président ou de la présidente de la BCE et dans une encore moindre mesure d'autres éléments comme le symbole de copyright ou l'acronyme de la BCE dans toutes ses langues.